# 義経千本桜
『義経千本桜』（よしつねせんぼんざくら、義経先本桜とも）とは、人形浄瑠璃および歌舞伎の演目のひとつ。五段続、延享4年（1747年）11月、大坂竹本座にて初演。二代目竹田出雲・三好松洛・並木千柳の合作。「大物船矢倉／吉野花矢倉」（だいもつのふなやぐら／よしののはなやぐら）の角書きが付く。通称『千本桜』。源平合戦後の源義経の都落ちをきっかけに、実は生き延びていた平家の武将たちとそれに巻き込まれた者たちの悲劇を描く。

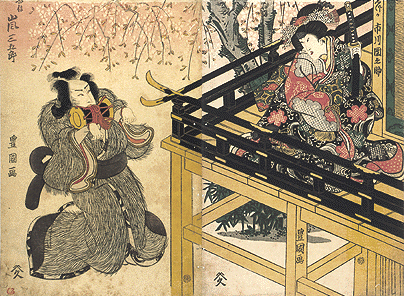
『義経千本桜』　四段目の切「河連法眼館」の場。左から三代目嵐三五郎の忠信（源九郎狐）、三代目市川團之助のしづか。文化12年（1815年）3月、江戸市村座。初代歌川豊国画。

## 主な登場人物
- 源九郎判官義経（げんくろうほうがんよしつね） : 源平合戦で活躍するが、その後兄の源頼朝に追われる身となる。義経伝説を背景に、武勇に優れ一軍の将に相応しく情理をわきまえた人物として描かれる。
- 武蔵坊弁慶（むさしぼうべんけい） : 豪腕無双の荒法師。義経一の家来。
- 左大将朝方（さだいしょうともかた） : 後白河院に仕える公家。院宣と称し義経に兄頼朝の討伐を命じる。
- 川越太郎重頼（かわごえたろうしげより） : 鎌倉武士。頼朝の使者として、京の義経の館を訪れる。
- 卿の君（きょうのきみ） : 義経の正室。平大納言時忠の娘だが、実は川越太郎の娘。
- 静御前（しずかごぜん） : 義経の愛妾で白拍子。義経から初音の鼓を託される。
- 駿河次郎（するがじろう） : 義経の家臣。
- 亀井六郎（かめいろくろう） : 義経の家臣。
- 佐藤忠信（さとうただのぶ） : 義経の家臣。もとは奥州出羽国の出身で、母親の病により故郷に帰っていた。
- 渡海屋銀平（とかいやぎんぺい） : 摂津大物浦で船問屋を営む男。
- おりう : 銀平の妻。
- お安（おやす） : 銀平の幼い一人娘。
- 若葉の内侍（わかばのないし） : 平維盛の正室。幼い息子六代と共に北嵯峨に潜伏していた。
- 六代（ろくだい） : 平維盛と若葉の内侍との間の子で、平氏棟梁直系の六代目。
- 主馬小金吾武里（しゅめのこきんごたけさと） : 通称小金吾。平維盛のもと家来。若葉の内侍と六代を護る。
- 弥左衛門（やざえもん） : 吉野下市で鮓屋「釣瓶鮓」（つるべずし）を営む。もとは弥助といったが、自らがよそから連れてきた下男にその名を譲り、弥左衛門と名乗る。過去には瀬戸内の船乗りで、平重盛に恩義がある。
- 弥左衛門の女房 : 弥左衛門の妻、権太とお里の生母。原作の浄瑠璃ではこの人物に名は無く、歌舞伎では「お米」（およね）という名が付いている。
- いがみの権太（-ごんた）  : 勘当同然にされている弥左衛門の息子。ゆすりたかりで金儲けをする村の無頼漢。
- 小せん（こせん） : 権太の妻。
- 善太（ぜんた） : 権太と小せんとの間の子。
- お里（おさと） : 弥左衛門の娘、権太の妹。気立てのよい釣瓶鮓の看板娘で、優男の下男弥助に惚れ祝言の約束をしている。
- 弥助（やすけ） : 弥左衛門が連れてきた釣瓶鮓の下男。
- 河連法眼（かわつらほうげん） : 吉野山の衆徒の頭。かつて鞍馬山で義経（牛若丸）の面倒を見ていた縁により、自分の館に義経一行をかくまう。
- 横川の覚範（よかわのかくはん） : 吉野山の衆徒、山科の法橋坊のもとに身を寄せる客僧。
- 源九郎狐（げんくろうぎつね） : 初音の鼓に使われた狐達の子。

## あらすじ

### 初段
（大序・院の御所の段）屋島の合戦で平家が滅亡した後のこと。源義経は後白河院の御所に武蔵坊弁慶を連れて参上し、合戦の様子を物語る。義経には院から合戦の恩賞に初音の鼓が下されるが、院の寵臣左大将藤原朝方は、これは義経の兄源頼朝を討てという謎をかけた院宣であるという。困惑した義経は鼓を返上しようとするが、朝方は「綸言汗の如し」という言葉を引き返上を、すなわち頼朝討伐を拒否することを許さない。弁慶は無茶を言う朝方に悪口するが義経に厳しく叱られる。ではこの鼓は打たなければ（討たなければ）よいと、義経はとりあえず初音の鼓を拝領することにした。
（北嵯峨庵室の段）北嵯峨にひとりの尼が住む草庵があったが、そこに平維盛の正室若葉の内侍はわが子六代と共に隠れ住んでいる。内侍は夫維盛はすでにこの世には無いものと思っていた。そこへ菅笠売りに身をやつした主馬の小金吾武里が訪れる。小金吾は維盛のもと家来である。人の噂によれば、維盛は生きていて今は高野山にいるという。内侍は六代を連れ小金吾を供に、高野山へと発つことにした。だが朝方の家来猪熊大之進が手下を率い、内侍と六代を捕らえにきたので、尼は内侍と六代を戸棚の中へすばやく隠す。大之進は尼が怪しいと捕らえるが、そのすきに小金吾は笠の荷の中に内侍と六代を移し、その場を逃れる。
（堀川御所の段）義経の京の住い堀川御所では宴が開かれ、義経の正室卿の君、家来の駿河次郎や亀井六郎も同席するなか、義経の愛妾静御前が舞を見せたりしている。弁慶は院の御所で朝方に悪口したことを義経に叱られ目通りを許されなかったが、卿の君と静のとりなしにより弁慶は許される。
そこへ鎌倉から、義経への使者として川越太郎重頼が訪れた。鎌倉に届けられた平家の武将の平知盛・平維盛・平教経の首が偽首だったこと、また頼朝を討てとの意を込めた初音の鼓を後白河院より受け取ったのは鎌倉に対する謀叛の疑いがあること、平家の平大納言時忠の娘である卿の君を娶ったことを質す。義経は、偽首を届けたのはいったん大将である知盛たちが死んだと世に知らせることで天下を静謐にしようとしたためであり、初音の鼓については院よりの賜り物なので返上できないが、兄頼朝への叛意はないことをあらわすため自ら手には触れないと心に決めている。また平家の女を妻にすることが咎められるというのなら頼朝の舅北条時政も平氏、まして卿の君は実は川越太郎の娘であり、それを時忠が養女に貰い受けたに過ぎないではないかという。だが義経の嫌疑を晴らすため卿の君は自害してしまう。義経は卿の君の最期を嘆き、川越も本心では悲しみつつも、卿の君の首を討った。
そのとき、表のほうから陣太鼓やときの声がどっと上がる。鎌倉からの討手として海野太郎と土佐坊正尊が攻め寄せてきたのだった。今海野たちと敵対してはまずいと義経が思うところ、なんと弁慶が門外で海野太郎を討取ってしまったとの知らせがくる。弁慶のせいでせっかくの卿の君の犠牲が無駄になった…と義経も川越も嘆くが、義経は初音の鼓を持ち駿河次郎と亀井六郎を供にして館から脱出する。
弁慶が邸内に戻ると、もはや中には誰もおらずひっそりしている。土佐坊正尊が手勢を率いてなだれ込み襲い掛かるが、弁慶は手勢を投げ飛ばし土佐坊の首を引き抜いて討取り、義経のあとを追ってゆく。

### 二段目
（伏見稲荷の段）義経は駿河と亀井の二人を連れて伏見稲荷までやってくる。そこへ静御前がようやく追いつき、自分もともに連れて行ってと義経に願う。義経一行は多武峰の寺に行くので女は連れてゆかぬほうがよいと駿河は進言する。弁慶も追い付いて現れる。だが義経は卿の君のことから扇でもって弁慶を散々に殴り、手討ちにしてくれると怒る。弁慶は、だからといって主君の命を狙う者をそのまま捨ておけようかと涙をはらはらと流し、静も弁慶を許すよう言葉を添えるので、義経も一人でも味方がほしい時節なので今回ばかりは許すというのだった。
しかし静については、義経との同道は許されなかった。義経一行は多武峰に向うのはやめ、摂津大物浦より船に乗って九州へ向うことにした。なればなおのこと女は供に出来ず、静は都にとどまるよう駿河たちはいう。静は泣きながら連れて行くよう義経に訴えるが、義経も心では静を哀れと思いつつも、次に会うまでの形見にせよと初音の鼓を静に与える。それでも静は義経にすがりつくので、致し方なく駿河は鼓の調べ緒でもって近くの枯れ木に静と鼓を縛りつけ、義経一行は立ち去る。
ひとり残され嘆き悲しむ静。そこに雑兵を率いて義経を捜しに来た土佐坊の家来逸見藤太が、静を見つける。藤太は思いもよらぬ幸運と喜び、鼓を奪い静を引っ立てようとするところへ、佐藤忠信が現れ藤太たちを討取った。義経一行も戻ってきて、忠信は義経と対面する。忠信は故郷出羽国にいる母親が病であると聞き、義経の許しを得て里帰りをしていたが、その病も本復したので都に戻る途中義経の危機を知り、ここへ駆けつけたのだという。義経は静を助けた功により、その褒美に「源九郎義経」の名と自分の鎧を忠信に与えた。忠信は涙を流して悦ぶ。義経一行は静と忠信を残して立ち去り、忠信は義経の命により静の身柄を預かることになる。
（渡海屋・大物浦の段）摂津大物浦の廻船業渡海屋に、鎌倉より義経探索に出張ってきた相模五郎という侍が手下を率いて訪れる。相模は九州に向うと噂される義経一行を追うため、先約のある船に自分たちを乗せろという。主の銀平はちょうど留守にしており、銀平の女房おりうが応対して断ろうとするが、相模は権柄づくな態度で船を譲れと迫り、ついには先約の者と直接話をつけてやると奥へ踏み込もうとする。そこへ銀平が戻り、なおも無理をいう相模を腕ずくで追い払った。
先約の客とは、実は九州に落ちて行こうとする義経一行であった。義経は鎌倉より追われる己が身の上を嘆くが、銀平は義経に味方すると言い、今の相模が再び来てはいけないから、一刻も早く用意した船で出発するように勧める。義経たちはその言葉に従い、蓑笠を着て渡海屋から立っていった。
だが、銀平とは実は合戦で討死したといわれる平知盛だった。その娘のお安というのも実は入水したはずの安徳天皇、女房のおりうは実は安徳帝の乳母典侍の局（すけのつぼね）である。銀平こと知盛は安徳帝を掲げ平家の再興を狙っており、まずはその手始めに自分のところに来た義経に返報せんとしていたのである。さきほど来た鎌倉武士の相模五郎というのも実は知盛の家来で、義経一行を信用させるためにわざと仕組んだ芝居であった。知盛は義経たちの目をくらませようと白装束に白糸威しの鎧を着て姿を幽霊にやつし、さらにこれも幽霊にやつした手勢を率い、海上の嵐に乗じて義経を葬ろうと出かけていく。
安徳帝と典侍の局は装束を改め、知盛からの知らせを待っていた。夜が更けて雨風も激しく吹き、陣太鼓が鳴り響く。そこへ相模五郎が駆けつけ、戦の様子について注進する。ところが義経たちは兼ねてから用意がしてあったのか、手勢を揃えて知盛たちに反撃し、味方は劣勢となって危うく見えると言って相模はふたたび戦へと戻っていった。この知らせに気遣わしく思う局は障子を開けて沖のほうを見ると、味方の船の灯りが次々と消えてゆく。さらに一味の入江丹蔵が手を負いながら現われ、味方はひとり残らず討死、知盛は行方知れずと注進し、持っていた刀を腹に突っ込みながら海へと入水した。義経への奇襲は失敗したのである。局は涙に暮れるが、やがて安徳帝とともに自害の覚悟を極め、大物浦の浜のかたへと向う。
浜へと来た典侍の局は、源氏から逃れるためこの海に入水することを安徳帝に言い聞かせる。すると幼い安徳帝は天照大神にこの世への暇乞いにと、伊勢のほうへ向かって手を合わせ、「いまぞ知る　みもすそ川の　流れには　浪のそこにも　都ありとは」と詠む。局は嘆きつつも、意を決して安徳帝をしっかと抱き上げ海に身を投げようとした。そのとき、後ろから義経が局を抱きかかえ止める。義経は帝を小脇に抱え、局の手を無理に引いて渡海屋の中に入った。

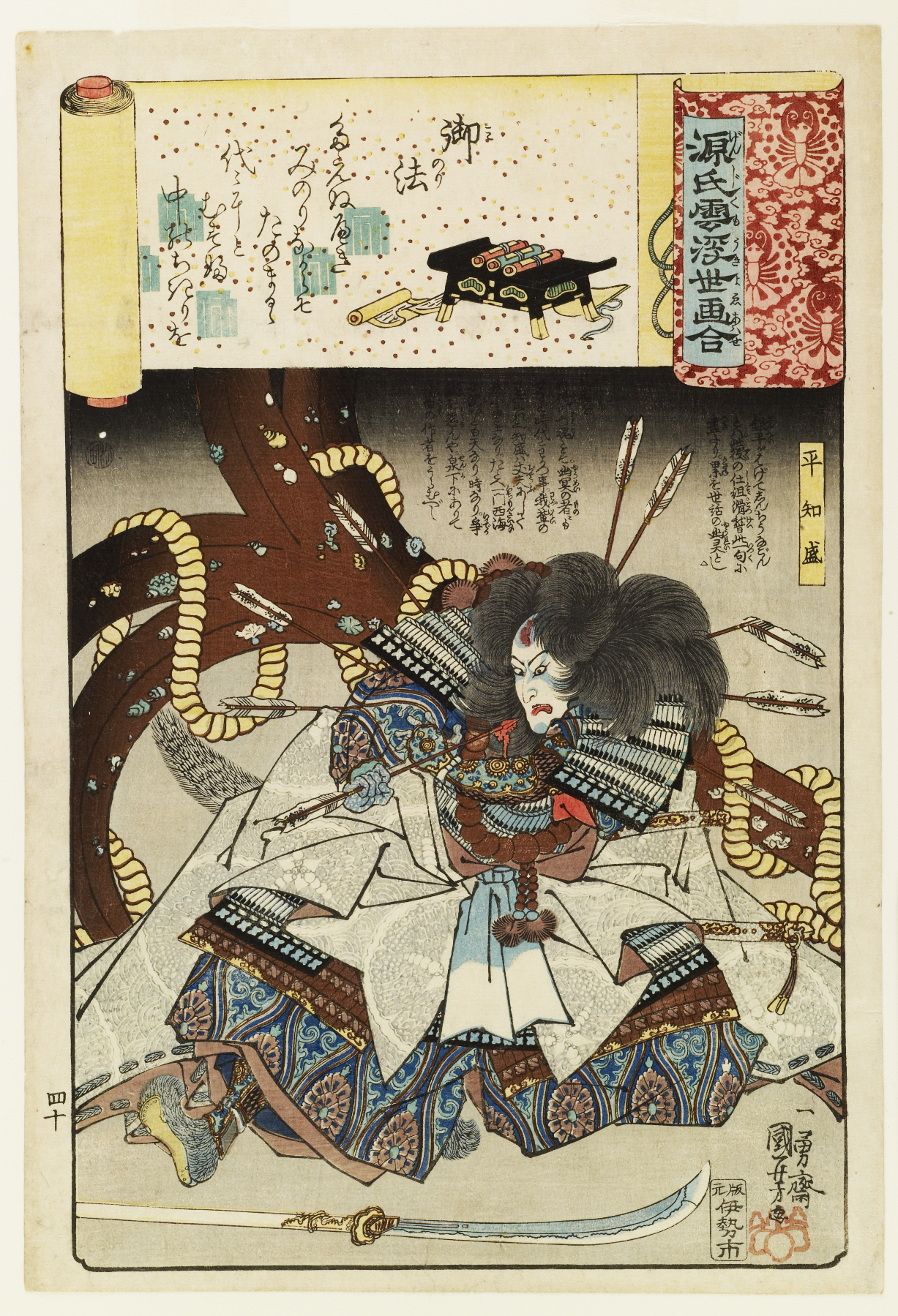
「源氏雲浮世画合」　歌川国芳画。銀平じつは知盛が義経一行を襲うも返り討ちにあい、負傷した姿を描く。

かかるところへ知盛が、髪はおおわらわ体には矢を多く受けて負傷した姿で立ち帰り、よろぼいながら帝と局を呼ぶと、一間のうちより帝を抱え局を従えた義経が現われる。この家に逗留した時からそのあるじといいまた娘といい只者ではない、平家の落人であろうと察し、裏をかいて知盛の計略を退けたのである。だが安徳帝の身柄については決して悪いようにはしないと義経はいう。それでもなお義経に立ち向おうとする知盛に、武蔵坊弁慶が悪念を断ち切れとの意をこめた数珠をひらりと知盛の首にかけ、また帝が義経のことを仇に思うなと知盛に言葉をかけた。さらに典侍の局は持っていた懐剣で自害してしまったので、さすがの知盛もしばし言葉もなかった。
知盛は、はらはらと涙を流して語る。安徳帝が帝の身にありながら西海に漂い、平家の一門とともに戦の中で苦しんだのも、実は安徳帝は姫宮であり、それを知盛たちの父平清盛が外戚になりたい望みで以って男宮と偽り、皇位に就けたので天照大神の罰があたったのだと。そして知盛は帝を義経に託し、自らは船に乗って大物浦の海に出ると碇を担ぎ、身を投げて果てたのだった。

### 三段目
（椎の木の段）若葉の内侍、六代、小金吾の一行は、平維盛の消息を尋ねに大和国を経由し高野山へと向かっていた。その途中、吉野下市村の茶店で荷を降ろし休憩する。内侍が六代に与える薬を切らしたと聞いた茶店の女は、では自分が買ってきてあげましょうと、内侍たちに後を頼みその場をはずした。
幼い六代は、茶店の傍らにあった栃の木から落ちた木の実を拾って遊んでいる。そこへ風呂敷を背負った旅なりの若い男がやってきてこれも茶店で休む。しばらくして栃の実を拾う様子を見たこの男は、木についているのを取るのがよかろうと、木に向かって石つぶてを投げる。それに当った栃の実がばらばらと落ち、六代は悦んで栃の実を拾う。やがて旅の男は茶店を立った。
小金吾がふと自分の降ろした荷を見た。これは自分が背負ってきた荷物ではない。そういえばさきほどの旅の男が、よく似た荷物を背負っていた。あの男が自分の荷物と取り違えて持っていったのに違いない、取り返そうと小金吾が駆け出そうとするところへ、男が道の向うから大慌てで戻り、小金吾に荷を取り違えた粗相を詫びる。そして荷の中身に間違いが無いかどうか、互いに改めることになった。だが男は思いもよらぬことを言い出す。自分の荷の中には二十両という大金が入っていた。それが今荷を改めるとその金が見当たらない。おまえが二十両の金をくすねたのだろうと、言いがかりをつけはじめたのである。
小金吾はお尋ね者である内侍と六代の身の上を思い、なんとか穏便に済まそうとするが、男はなおも悪態をつき金を出せと騒ぐので、小金吾はついにこらえきれず刀を抜いた。だが内侍はそれを止め、涙ながらに男の言う通りにというので、小金吾も悔しくはあったが金を地面に叩きつけ、内侍と六代を連れてその場を立ち去る。
男は「うまい仕事」といいながら金を拾い集め、さてばくち場へ行こうとすると、戻っていた茶店の女がその前に立ちはだかり、男の胸倉を取って引き据えた。男はこの近在で釣瓶鮓屋を営む弥左衛門のせがれ、いがみの権太というチンピラであった。そしてこの茶店の女とは権太の女房小せんで、そのあいだに善太という子を儲けた仲だったのである。小せんは少し前にこの場に戻り、権太が小金吾たちから金をゆすり取るのを陰で見ていた。こうしたことをするから親の弥左衛門様から勘当も同然に見限られている、子の善太のためも思って行いを改めてくれと意見するが、権太は、そもそも今のように身を持ち崩したのも、もとは御所の町の隠し売女だったお前に入れあげたのがきっかけだなどと開き直る始末。だが傍らにいた善太が、「ととさまサア内にござれ」と権太の手を引くとわが子はかわいいか、権太はその手を引いて小せんとともにわが家へ帰るのだった。
（小金吾討死の段）一方、若葉の内侍と六代探索の追手はついにこの大和にまで及び、内侍たちは追われていた。すでに夜、藤原朝方の家来猪熊大之進は手下を率い内侍たちを襲うが、小金吾は手下たちを切り捨て、大之進も最後には斬り殺すも深手を負わされる。小金吾は嘆く内侍と六代をその場から逃がすと息絶えた。
そこへ村の集まりからの帰り、提灯を持って夜道を歩む釣瓶鮓屋の弥左衛門は偶然小金吾の遺骸を見かける。弥左衛門はいったんは、見知らぬ若者のなきがらに念仏を唱え手を合わせて通り過ぎた。が、何を思ったのかその死骸のところへ立ち戻り、辺りを見回すと自分が差していた刀を抜いて首を切り落とし、その首を持って飛ぶように去っていく。
（鮓屋の段）そのころ釣瓶鮓屋では、弥左衛門の女房と娘のお里が家業の鮓の商いに励んでいた。お里は上機嫌、それというのも明日の晩には下男の弥助と祝言をあげることになっていたからである。弥助は弥左衛門が連れてきた美男子で、お里はそんな弥助に惚れている。弥助が戻り、お里が早速女房気取りで話をするところ、この家の惣領いがみの権太が父弥左衛門の目を盗んでやってきた。権太は母親に話があるから奥へいけと、弥助とお里をその場から追い払った。
母親は、やくざな権太がまた金の無心にでもきたかと機嫌を悪くするが、権太の口から出たのは暇乞いの言葉であった。代官所に納める年貢の金三貫目を人に盗まれ、年貢を納めることができないからその咎で死罪になるのだという。などといいながらうそ泣きをする権太…親から金を引き出すための嘘八百である。しかしその話を甘い母親は真に受け、戸棚から三貫目の金を出し権太に与える。権太はしてやったりと思いながら、それを空の鮓桶に入れて持っていこうとすると、けたたましく戸を叩く音。父親の弥左衛門が帰ってきたのである。権太は慌て、とりあえずそこに並んだ鮓桶の中に金を入れた桶を紛れ込ませ、母親は奥へ、権太は戸口のあたりに身を隠した。
弥左衛門の声に気づいた弥助が奥より出て戸をあけた。弥左衛門は最前道から持ってきた小金吾の首を空の鮓桶に隠し、お里たちを呼ぼうとする弥助を留め、下男の弥助を上座に座らせる。
弥助とは実は、平重盛の子息三位中将維盛であった。源平の合戦の後、熊野詣をしていた弥左衛門は維盛と偶然出会い、この大和下市に連れてきて弥助と名乗らせ匿っていたのだった。平重盛はその昔、後生を頼むために唐土の育王山に黄金三千両を納めようとし、そのとき瀬戸内で船頭をしていた弥左衛門は、この三千両を運ぶ役目を仰せつかった。だが弥左衛門とその仲間の船頭たちは、三千両を盗み仲間内で分け合った。このことは重盛に露見した。しかし重盛は、日本の金を唐土に送ろうとした自らこそ盗賊であると悔い、弥左衛門たちのしたことを不問にしたのだった。弥左衛門はこの昔の恩義に感じてその息子の維盛を助けたのだったが、いま自分の息子がいがみなどと呼ばれて盗み騙りを働くのも、むかし重盛公より金を盗んだ親の因果が子に報いているのだろうと嘆く。
そこへお里が出てきたので、弥左衛門は維盛を残して奥へと入った。お里はひとつ布団に枕をふたつ並べてうきうきしているが、維盛は若葉の内侍や六代のことを思うと気も晴れない。そんな様子にお里はさきに布団で横になり寝てしまう。

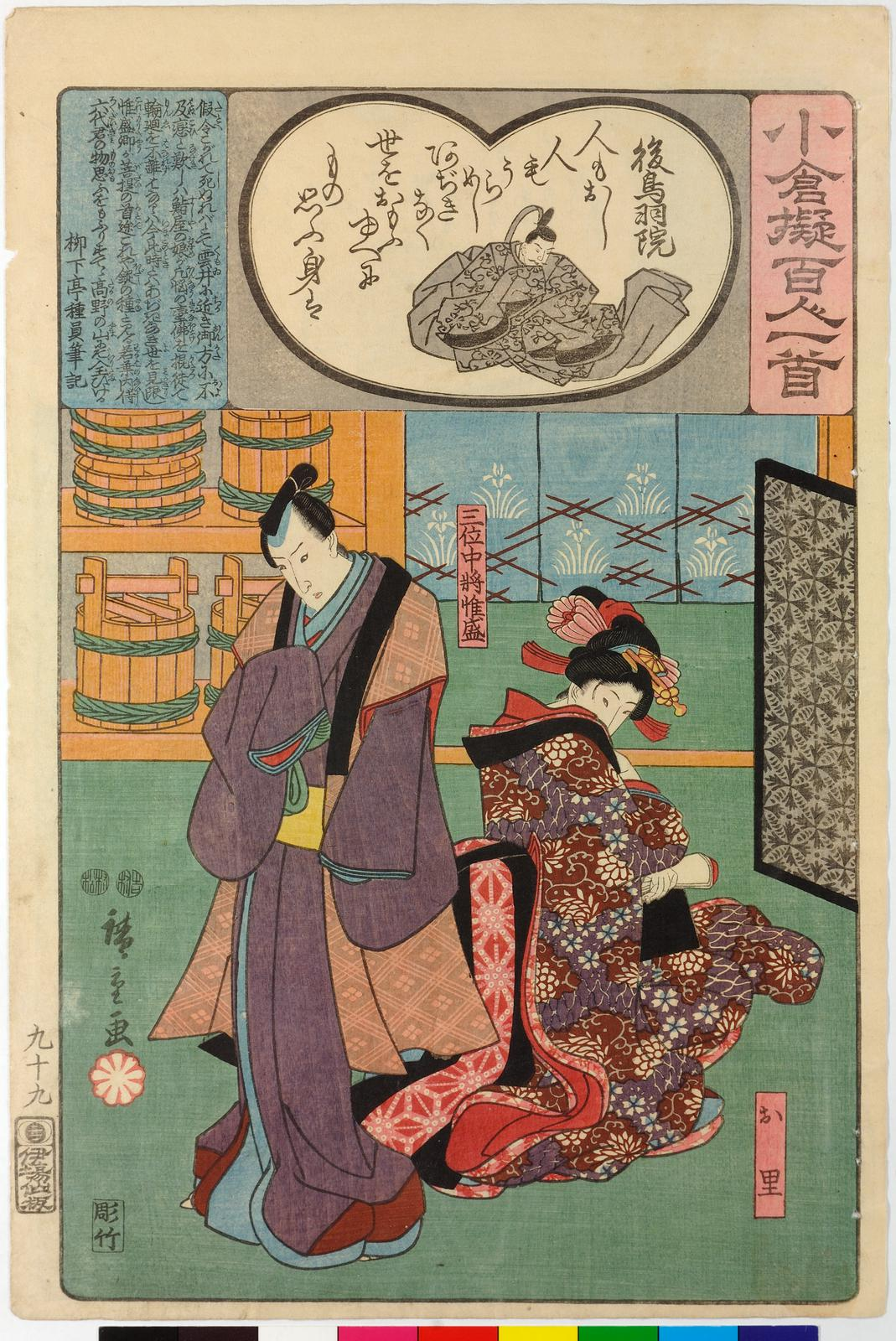
「小倉擬百人一首」　弥助との祝言を喜ぶお里をよそに、弥助じつは維盛は、若葉の内侍と六代の事を思う。歌川広重画。

自分には本当は妻子がある…と維盛が思い悩んでいると、表から一夜の宿を乞う女の声がする。維盛は、ここは鮓屋で宿屋ではないと家の中から断ったが、幼子を連れているのでどうか一夜…となおも頼むので、直接断ろうと戸を開けた。見れば若葉の内侍と六代。思わぬ再会に三人は驚き涙しつつも、維盛はひそかに内侍と六代を内に招き入れ、互いに積る話をするのだった。
だがその話を、お里は聞いていた。思わずわっと泣き声を上げるお里。逃げようとする内侍と六代をお里はとどめ上座に直し、維盛のことは思い切ると涙ながらに語るので、内侍もその心根に涙する。ところがそこへ村役人が来て、ここに鎌倉の武士梶原景時が来ると告げて去る。維盛たちは驚くが、お里は上市村にある弥左衛門の隠居所に行くよう勧め、維盛たちはその場を立ち退く。だがさらに、物陰に隠れていた権太が飛び出した。それまでの様子を聞いていた権太は維盛たちを捕まえて褒美にしようと、それを止めようとするお里を蹴飛ばし、三貫目の入ったはずの鮓桶を持ちあとを追ってゆく。
お里は弥左衛門と母親を呼ぶ。お里から話を聞いた弥左衛門は刀を差して表を飛び出した。だかその道の向うから、提灯をともした大勢の者がやってくる。「ヤア老いぼれめどこへ行く」そういって現われたのは手勢を率いた梶原景時。
弥左衛門が出ていた村の集まりとは、鎌倉から来た景時が維盛詮議のために村人を集めていたものであった。維盛のことを景時から聞かれた弥左衛門は、当然知らぬ存ぜぬで通したが、景時は、維盛がこの家にいることはすでに露見しており、逃げられないようわざと泳がせていた。維盛の首を討って渡せと弥左衛門に迫る。
すると弥左衛門は、維盛はもう首にしてあるという。弥左衛門は、最前道で拾った若者（小金吾）の首を維盛の身替りにするつもりだった。そして鮓桶に隠した偽首を出そうとする。ところが弥左衛門の女房は、その桶に自分が内緒で権太に与えた三貫目が入っていると思い、景時がいるのも構わずに弥左衛門が桶を開けることを阻む。景時は「さてはこいつら云い合わせ、縛れ括れ」と手下たちにいうまさにそのとき。権太が維盛たちを捕らえたと言ってやってきたのである。
権太は縛りあげた内侍と六代を引き出し、維盛の首を景時の前に出した。維盛を捕らえようとしたが手ひどく抗ったので、殺して首にしたのだという。景時はその働きを誉め、親弥左衛門が維盛をかくまった罪は許してやるというと、親の命はいらぬからほかの褒美がほしいという権太。ではこれをやろうと、景時は着ていた陣羽織を脱いで権太に与えた。これはもと頼朝公が着ていたのを拝領したもので、これを持って鎌倉に来れば、引き換えに金を渡してやる。そう言い残し景時は首を収め、縄付きの内侍と六代も引っ立て手下とともに立ち去った。
弥左衛門の怒りが爆発した。弥左衛門は隙を見て、権太の体に刀を突っ込む。苦しむ権太。母親は悲しむが、怒りの収まらぬ弥左衛門は「こんなやつを生けて置くは世界の人の大きな難儀」と、なおも権太を刀でえぐる。
しかし苦しみながら権太は弥左衛門に言う、「こなたの力で維盛を助けることは叶わぬ」と。そして弥左衛門が偽首を入れたはずの鮓桶をあけると、そこからは三貫目が出てきたのである。権太は自分が持っていった鮓桶の中身が生首（小金吾）と取り違えたことに気付き、これを維盛の身替りとして景時に差し出した。そして縛って渡した内侍六代とは、自分の女房子供の小せんと善太だったのである。権太が笛を吹くと、それを合図に維盛たちが駆けつけた。権太は最前家の中に身を隠すうち、維盛と弥左衛門の身の上を聞き改心することにしたのだという。そして偽首を持って出た途中小せんと善太に出会い、小せんは自分たちを内侍六代の身替りとするよう自ら願い出たのだと語る。弥左衛門はこれを聞き、まともに嫁よ孫よと呼べなかったことを女房とともに悔い嘆くのであった。
維盛と内侍も涙し、維盛は弥左衛門が持ち帰った首というのは自分の家来だった主馬の小金吾であると語る。権太が貰った陣羽織が頼朝の使った品だと聞き、維盛はせめてもの返報にと、刀で陣羽織を裂こうとした。ところがその裏地には、思わせぶりな小野小町の詠んだ和歌が記されている。維盛は不審に思いなおも陣羽織を改めると、そのなかには袈裟衣と数珠が縫いこまれていた。頼朝はその昔、平治の乱で平家に捕まり殺されるはずだったのを、清盛の継母池の禅尼が命を助けた。その恩を思い、今度は維盛の命を助けたのだった。つまり権太が用意した身替りは、すべて最初から見破られていたのである。謀ったと思ったが、あっちがみな合点…と権太は苦しみつつも悔やむ。
維盛は出家を決意し、髻を切ってこの場を立とうとする。内侍とお里は自分たちもともにと維盛にすがるが、維盛はふたりを退け、内侍は高雄の文覚のところに行き六代のことを頼み、お里は兄に代わって親に孝行せよという。弥左衛門は内侍と六代の供をしようと、これも旅支度をして立とうとする。母親はせめて最期の近い息子を看取ってくれと弥左衛門に泣きながら頼むが、「死んだを見ては一足も歩かるる物かいの」と弥左衛門は嘆く。そんな一家の様子を不憫に思いながらも維盛は高野山へと、内侍と六代、弥左衛門は高雄へとそれぞれ向う。権太は、最期を迎えようとしていた。

### 四段目
（道行初音旅〈みちゆきはつねのたび〉）静御前は都に留まっていたが、やはり義経のことが恋しくてたまらず、ついに都を後にして義経のもとへと行くことにした。その義経が吉野にいるらしいとの噂を聞き、まだ木々の芽がほころぶ初春の時分、吉野に向い女ひとりで道を歩む。義経より預かった初音の鼓を打っていると、佐藤忠信が遅れてあらわれた。
忠信が義経より賜った鎧を出して敬うと、静はその上に義経の顔によそえて鼓を置いた。この鎧を賜ったのも、兄継信の忠勤であると忠信は言い、話のついでに兄佐藤継信が屋島の戦いで能登守教経と戦って討死したことを物語り、思わず涙する。ふたたび歩む静と忠信主従は芦原峠を越え、吉野山の麓へと辿りついた。

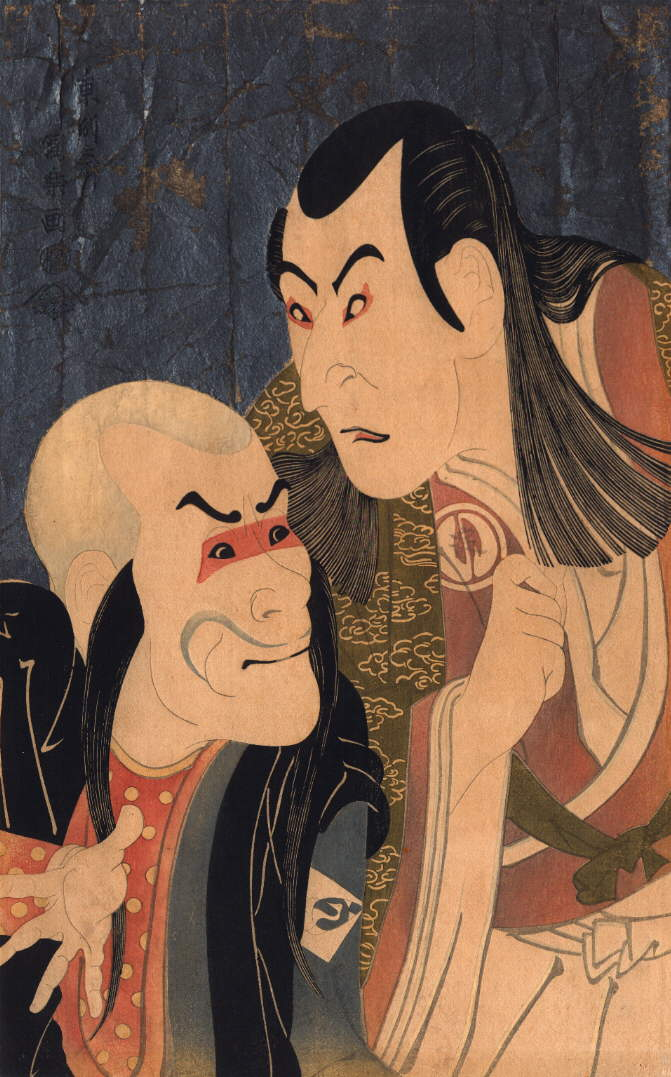
「蔵王堂」　二代目沢村淀五郎の河連法眼（右）と初代坂東善次の鬼佐渡坊。寛政6年（1794年）5月、江戸河原崎座。四段目の「蔵王堂」が歌舞伎で演じられることは少なく、それが役者絵に取り上げられるのはさらに珍しい。写楽画。

（蔵王堂の段）静と忠信は吉野山の蔵王堂近くにまで来る。そこで掃除をしている百姓たちにこの山の衆徒頭である河連法眼の館について尋ね、ふたりは法眼のもとへと急ぐ。
いっぽう蔵王堂では、その河連法眼が山科の法橋坊、梅本の鬼佐渡坊、返坂の薬医坊という荒法師たちを集めて評定をしようとしていた。法眼の親類である鎌倉武士の茨左衛門から書状が届き、それによれば兄頼朝に背いた九郎義経が大和にいるとの知らせが鎌倉に聞え、もしこの吉野山にいてそれを匿うようであれば、この山にある寺院をまとめて滅ぼすとのことである。義経に味方すべきかどうか。法眼はまず法橋坊たちの意向を聞いた。法橋坊たちは口を揃え、義経に味方するという。そこに法橋坊に身を寄せる客僧、横川の覚範が遅れて現われる。これも大太刀を佩いた荒法師である。法眼が覚範に聞くと、やはり義経に味方するという。
だが、法眼は義経に弓引くつもりだと皆に答える。一山衆徒の頭として、義経を庇ってこの山を危い目に合わすわけにはいかない。それでも義経を庇おうというのなら、そのときは敵味方だと言い残し、法眼はその場を去った。
実は法橋坊たちは、本心では義経を殺すつもりだった。しかし河連法眼が義経に味方し、その身をかくまっていると聞いていたので、わざと反対のことを答えたのである。それが当てがはずれたと思う法橋坊たちを覚範は笑い、いまの返答で法眼が自分たちを信用していないことがわかった、この上は義経を逃がさぬよう、今夜の内に河連法眼の館を襲撃しようと、法橋坊たちと相談するのだった。
（河連法眼館の段）はたして義経は河連法眼の館に身を寄せていた。蔵王堂の評定から法眼が自邸に戻る。法眼は妻の飛鳥に、変心して義経を討つつもりだと言い、さらに鎌倉からの茨左衛門の書状を飛鳥に読ませる。飛鳥は茨左衛門の妹であった。そんな夫の様子を見て飛鳥はその刀を奪い自害しようとする。法眼は義経を裏切るような人間ではない。自分が鎌倉武士の身内だから、義経のことを内通して知らせたと疑うのかと飛鳥は恨み嘆く。すると法眼は茨の書状をずたずたに引き裂き、これも義経への忠節のためである、書状は引き裂いたすなわち疑いは晴れたから、安堵して自害を留まれというので、飛鳥も恨みを解く。義経も出てきて、法眼の厚意に感謝するのだった。

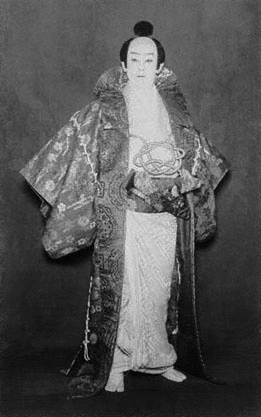
「河連法眼館」　十四代目守田勘彌の義経。昭和19年（1944年）2月、新橋演舞場。

そこへ佐藤忠信がやってくる。義経は忠信との再会を喜ぶが、静御前の姿が見えない。静はどうしたのかと尋ねる義経に、忠信は不審そうな顔をした。自分は故郷出羽から今戻ったばかりで、静御前の事は知らないという。義経はこれを聞き激怒する。都から逃れるとき、伏見稲荷で忠信に静の身柄を預けたはずである。それをとぼけるとはさては自分を裏切り鎌倉に静を渡したのに違いない。不忠者の人でなしめと駿河次郎と亀井六郎を呼ぶ。駿河と亀井は忠信を捕らえようとし、わけがわからないという様子の忠信は刀を投げ出して、「両人待った」というまさにそのとき、なんとまた忠信が、静御前を伴いこの館に現われたとの知らせ。この場に居た者はみな仰天した。
この場にいた忠信が、今来たという忠信こそ偽者、捕まえて疑いを晴らそうと駆け出そうとするが、駿河と亀井はその身に疑いある以上は動かさぬと行く手を阻む。やがて静御前が初音の鼓を持って義経たちの前に現われた。義経との再会に嬉し涙をこぼす静。義経は静に、同道していた忠信のことについて聞く。静の供をしていたはずの忠信はいつの間にかいなくなっている。そういえば今目の前にいる忠信は、自分の供をしていた忠信とは違うようだと静はいう。だがその忠信が初音の鼓を打つと現われると聞いた義経は、それぞ詮議のよい手立てと、静に鼓を打つことを命じ、自らは奥へと、忠信は駿河と亀井に囲まれながらこれもその場を立ち退く。
ひとり残された静が初音の鼓を打つ。するとまた忠信が現れた。鼓の音を聞いてうっとりする様子である。静は、遅かった忠信殿といいながら、隙を見て刀で切りつけようとする。この忠信は「切らるる覚えかつて無し」と抗うが、鼓をかせに静に責められ、ついにその正体を白状した。

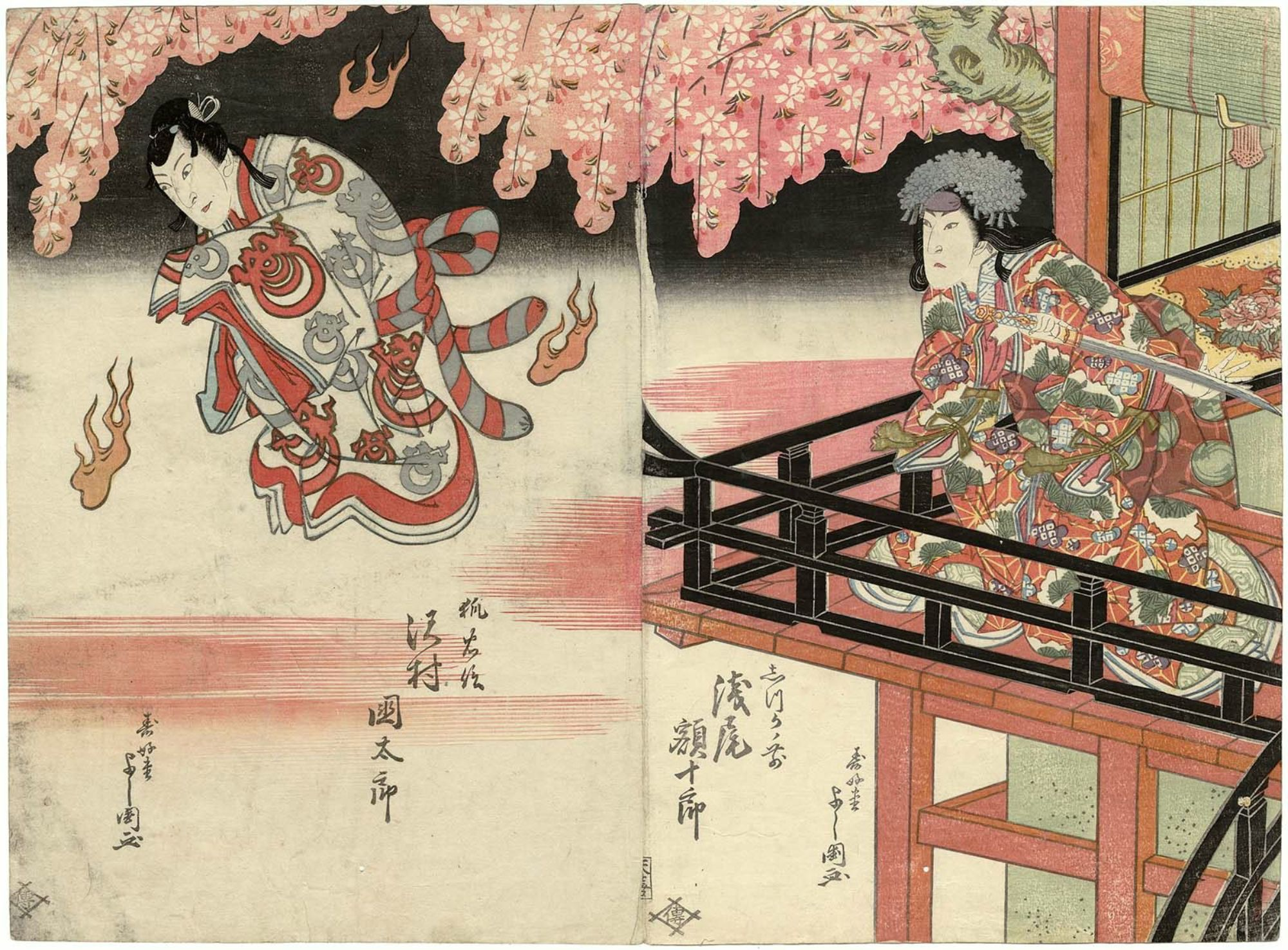
「河連法眼館」　左から二代目澤村國太郞の狐忠信（源九郎狐）、初代淺尾額十郞のしづかノ前。文政8年（1825年）8月、大坂中の芝居。寿好堂よし国画。

その昔、桓武天皇の御代のこと。天下が旱魃となって雨乞いをするため、大和の国の千年生きながらえているという雌狐と雄狐を狩り出し、その生皮を剥いで作った鼓を打つとたちまち雨が降りだした。その雌狐と雄狐の皮で作った鼓とは初音の鼓、自分はその鼓にされた狐の子だというのである。
この子狐は、皮となっても親たちのことを恋い慕っていたが、初音の鼓が義経に下されたのを知り、伏見稲荷で佐藤忠信に化け静の危機を救い、今日まで鼓を持つ静に付き従っていたのだという。その心根に静は涙し、また義経も出てきてなお親を思う狐の心を憐れむが、本物の忠信にこれ以上迷惑はかけられないと、子狐は泣きながら姿を消してしまう。
義経は子狐を呼び戻そうと静に鼓を打たせたが、不思議なことにいくら打っても音が出なくなった。鼓にいまだ魂がこもり、親子の別れを悲しんでいるらしい。義経は、自分は幼少のころに父義朝とは死別れ、身寄りの無い鞍馬山で成長し、その後兄頼朝に仕えたが、これも憎まれ追われる今の身の上となった。この義経とこの狐、いずれも親兄弟との縁の薄さよと嘆く。静も嘆くとこの声を聞いたか、再び子狐こと源九郎狐が姿を現す。義経は、静を今日まで守った功により、この鼓を与えるぞと手ずから初音の鼓を源九郎狐に与えた。源九郎狐の喜びようはこの上もない。源九郎狐はそのお礼にと、今宵悪法師たちが義経を討ちにこの館を襲うことを知らせ、鼓とともに姿を消すのであった。本物の忠信が駿河亀井とともに出てきて、自らの潔白が明かされたことを喜んでいると法眼が駆けつけ、源九郎狐の言葉通り法師たちがこの館に攻め寄せてくるという。義経は自分に思う仔細ありといって静とともに奥へと入った。
やがて山科の法橋坊たちが館に来るが忠信たちや法眼に、また源九郎狐の幻術もあってみな取り押さえられてしまう。そこへ衣の下に鎧を着込み、薙刀を持った横川の覚範が来て法眼を呼ぶ。そのとき「平家の大将能登守教経待て」と義経が声を掛けた。横川の覚範とは世を忍ぶ仮の姿、実はこれも源平の戦いで入水したといわれた平教経だったのである。義経は覚範こと教経と数度刃を交えると、いきなり逃げ出し奥へと入ってしまう。のがさじと教経は、奥へと踏み込んで一間の障子を開け放つと、そこにいたのは幼い安徳帝。驚く教経に安徳帝はこれまでのいきさつを語り、この上は母である建礼門院に会いたいと泣き伏す。
教経は安徳帝を己が住処に移そうと、抱き上げて立ち去ろうとするところに駿河と亀井、法眼がその前に立ちはだかり、互いににらみ合う。そこへ「ヤア待て汝ら粗忽すな」と烏帽子狩衣の礼装で現われた義経が、この場は安徳帝を見送り、勝負は教経を兄の仇とする佐藤忠信と後日に決すべしと、改めての決戦を互いに約して別れるのであった。

### 五段目
（吉野山の段）雪のまだ残る吉野山で、佐藤忠信は覚範こと教経と決着をつけることになった。鎌倉勢も攻め寄せるが忠信一人でそれらを退ける。教経が現われ忠信と激しい勝負となるが、忠信は教経に組み敷かれてしまう。ところがそこへもうひとり忠信が駆けつけ、教経に取り付いた。さしもの教経も仰天し振り払おうとすると、その忠信は義経の鎧に変じ、その隙を狙って組敷かれた忠信が教経に手を負わせる。源九郎狐が幻術を以って忠信を助けたのである。
そこへ義経が現われ、安徳帝は母である建礼門院のもとで出家を遂げたと告げると、川越太郎もやってきて藤原朝方を縛って引き出し、頼朝を討てという院宣はこの朝方の謀略であると顕れたので、その処分を義経に任せるとの後白河院の言葉を伝えた。平家追討の院宣もこの朝方のしわざと聞く、こいつを殺すのが一門への言い訳と、教経は朝方の首を打ち落とす。その教経は兄継信のかたきと佐藤忠信に討たれ、平家はここにまさしく滅びたのであった。

## 解説
源平の合戦で大活躍をしたにもかかわらず兄源頼朝と不和になり、各地を逃亡のすえ奥州藤原氏を頼るも、その藤原氏に襲われ自害して果てた九郎判官義経の生涯は、古くより人々の関心と同情を集め、文学作品や音曲などに頻繁に取り上げられている。この『義経千本桜』もそんな義経を題材とした義太夫浄瑠璃のひとつである。ただし単純に義経の事跡を取り上げる叙事劇とするのではなく、義経をめぐる人物群に注目したことで作劇の幅が大きく広がり、或る場面では合戦の再現を、また或る場面ではまったくの創作を加えて多彩な場面を描き出すことに成功している。
『平家物語』や『義経記』などを材料にし、源平合戦後、義経が頼朝の命を受けた土佐坊正尊に堀川邸を襲撃されて都を立ち退き、従者を連れ摂津大物浦から大和吉野山に逃れるまでのことを脚色するが、二段目には能『船弁慶』などの趣向も取り入れ、さらに作者たちの創造によるドラマが加えられたことで複雑な筋をもつ作品となった。そのなかでは義経はいわば多数の登場人物を繋ぐ扇の要のような存在で、物語の主体となるのは源平合戦で滅びたはずの平知盛・平維盛・平教経、吉野の弥左衛門一家、そして義経の家臣佐藤忠信の偽者（源九郎狐）である。これによりあらすじも、平知盛・弥左衛門一家・源九郎狐それぞれ三つの筋を持っている。
もともと悲劇の英雄として人気の高かった義経伝説に、優れた作劇がされた本作はその初演が「古今の大当り」となり（『浄瑠璃譜』）、以来人形浄瑠璃と歌舞伎いずれも人気演目のひとつとして、今に至るも盛んに上演され、また『菅原伝授手習鑑』、『仮名手本忠臣蔵』と共に義太夫浄瑠璃における三大傑作のひとつに数えられている。本作が歌舞伎ではじめて上演されたのは京・大坂・江戸の三都ではなく、竹本座での初演の翌年、延享5年（1748年）正月の伊勢の芝居だったという。その後同年5月の江戸中村座で、さらにひと月遅れの6月には森田座で上演された。上方では同年（寛延元年）8月、大坂中の芝居が最初である。商業演劇のみならず、「伏見稲荷」（鳥居前）の場等は地芝居（地域住民による素人芝居）でもよく演じられている。
ただし断っておかなければならないのは、本作は題名に「千本桜」と付いているにも拘わらず、実は桜の咲いている場面は全段の中にはひとつもない。現行の文楽・歌舞伎においては桜の花が「道行初音旅」、「河連法眼館」に見られるが、浄瑠璃の本文にもとづけば、本来はいずれも桜の咲いている時分ではないのである。「千本桜」という言葉は初段大序「院の御所」の終わりに、
「…鼓を取って退出す。御手の中に朝方が悪事を調べのしめくゝりげにも名高き大将と。末世に仰ぐ篤実の強く優なるその姿。一度にひらく千本桜栄へ。久しき（三重）君が代や」
とあるだけで、「桜」という言葉が出てくるのもここだけである。しかし「院の御所」でも桜が咲いていたわけではない（後述）。また「壇ノ浦」のことも出てこない。平家が壇ノ浦の合戦において滅んだのは周知のことであるが、この『義経千本桜』においては平家が滅んだのは屋島の合戦であるとし、このときに安徳天皇や二位の尼も入水したのだと義経は「院の御所」で物語る。すなわち原作の浄瑠璃では「千本桜」と称していながら桜の花は出ず、壇ノ浦の戦いについては敢えて史実を枉げ、無かったことにしている。『新日本古典文学大系』の注では壇ノ浦のことについて触れないのは、「歴史には裏があるとの設定から、あえて壇浦合戦の語を避け」たとしている。
現行の文楽では原作の浄瑠璃の本文通りの構成で上演されることも多いが（ただし原作の内容を相当カットしている）、歌舞伎では全段を通して上演される機会は少なく、人気のある場面が独立して上演される事が多い。またその場合、場面の名称には以下のように本来の段名とは異なるものが使われる。たとえば四段目の口「道行初音旅」だけを上演する際は『吉野山』、四段目の切「河連法眼館の段」だけを上演する際は『四ノ切』と呼ぶ。
- 二段目の口 : 伏見稲荷の段 → 『鳥居前』（とりいまえ）
- 二段目の切 : 渡海屋・大物浦の段 → 『碇知盛』（いかりとももり）
- 四段目の口 : 道行初音旅 → 『吉野山』（よしのやま）
- 四段目の切 : 河連法眼館の段 → 『四ノ切』（しのきり）

また以下のように、一つの筋で通せる部分を抜き出して上演することもある。
- 源九郎狐に関わる筋で構成される場合

1. 鳥居前（二段目口）
2. 吉野山（四段目口）
3. 四ノ切（四段目切）

- いがみの権太に関わる筋で構成される場合

1. 椎の木（三段目口）
2. 小金吾討死（三段目中）
3. 鮓屋（三段目切）

なお2019年7月の歌舞伎座では、『星合世十三團』の外題で十一代目市川海老蔵が十三役早替りと、二度の宙乗りを行う新演出で通しの上演が行われた（雑誌『演劇界』2019年9月号）。
以下、本作の主要な場面について解説する。

### 伏見稲荷（鳥居前）
二段目の口。舞台が伏見稲荷の鳥居を前にしているので、この場を通称「鳥居前」という。この後に続く二段目の切「渡海屋・大物浦」は能『船弁慶』の内容をもとにするが、『船弁慶』はその前半に静御前が義経との別れを惜しむ場面があり、静が嘆きつつも義経と別れるこの「伏見稲荷」も、『船弁慶』の内容をもどいて見せているといえる。つまりこの二段目全体が、『船弁慶』の趣向で脚色されている。
現行では舞台に朱の大鳥居や玉垣のほか、花をつけた梅の木を飾るが、原作の浄瑠璃では初段大序の「院の御所」の段の冒頭に「…とざさぬ垣根卯の花も。みな白旗とときめきて」とあり、これは卯の花が源氏の白旗のように咲き誇っていると形容したものである。これに従えば「院の御所」の時期は卯の花の咲く初夏、さらに初段切の「堀川御所」はそれより後のことであり、二段目の口「伏見稲荷」はその「堀川御所」から次の日の早朝未明のことである。史実では堀川の義経邸が鎌倉勢に襲われたのは10月半ばのことで、『新日本古典文学大系』の注では浄瑠璃での設定として8月後半のことだとしている。
義経一行についても、原作の浄瑠璃でははじめに堀川御所から逃れた義経・駿河・亀井の主従3人だけが出てくるが、現行の歌舞伎ではたいてい駿河亀井のほかにも供の者がいて3人以上の人数となっており、さらに幕が開くと板付きすなわち義経はじめとする人数が最初から舞台上にいて芝居が始まる。弁慶も原作では静のあとに一足遅れて駆けつけるが、これも駿河亀井をはじめとする供の者と同じく、幕が開くと最初から舞台上にいる場合がある。
文楽ではこの場の佐藤忠信（実は源九郎狐）の姿は、のちの四段目「道行初音旅」とおおむね変わらぬものであるが、歌舞伎ではこれを勇壮な荒事の演技とし、その衣装は四天の上に仁王襷、顔は隈取、頭は「ししかわ」という髪を逆立てた鬘である。逸見藤太の道化敵のおかしさに、雑兵による立回りなど様式美の濃い一幕で、幕切れの忠信の引っ込みは、その正体が狐の変化という設定により「狐六方」と呼ばれる特殊な型を見せ花道を引っ込む。

### 渡海屋・大物浦（碇知盛）

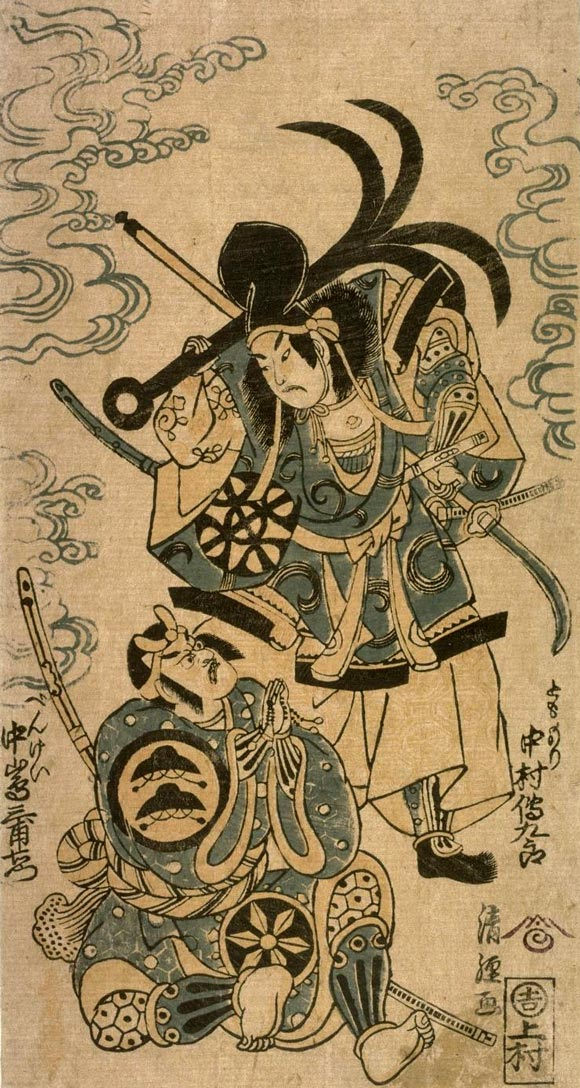
「渡海屋・大物浦」　二代目中村傳九郎の知盛と初代中島三甫右衛門の弁慶。延享5年（1748年）5月、江戸中村座。鳥居清経画。

二段目の切。上でも触れたようにこの段も能『船弁慶』を下敷きにしているが、ほかに能『碇潜』（いかりかずき）の趣向も取り入れ、能の平知盛は幽霊であるのに対し、本作では幽霊に装った知盛本人が登場し合戦の様子を再現している。
原作の浄瑠璃では「大物浦」は「渡海屋」のすぐ近くであり、「渡海屋」 → 「大物浦」 → 「渡海屋」 → 「大物浦」と、場面が交互に移っている。現行の文楽では一杯道具、すなわち幕を引くことなく場面転換をこなし、最後は舞台面が海原となり、海から出た岩場の上に舟で乗り付けた知盛が立ち、碇を担いで入水する。歌舞伎では知盛が渡海屋から出るところでいったん幕を引き、すぐに幕を開けると舞台は海辺の景色、上手に屋体を設け、そこに安徳帝と典侍の局が沖の様子をうかがっている。局が安徳帝とともに入水しようとして義経の手の者に取り押さえられる。と再び幕となり、幕が開くと知盛が入水するときの大道具という段取りで、「渡海屋の場」、「大物浦の場」のふたつの場面にはっきりと分けている。もっとも浄瑠璃の本文では、船で大物の海へと出た知盛が船の上から碇を担いで入水するように書かれている。
浄瑠璃では最初、旅の僧に姿をやつした弁慶がうたた寝をしていた銀平娘お安、実は安徳帝を跨ぐ。すると帝という高貴の人物の上を跨いだことにより弁慶の足がしびれるという場面があるが、これが義経がこの家の人物たちが只者ではないと見破る伏線となっている。安徳天皇が実は姫宮であったというのは『平家物語』にすでにそれをほのめかす記述が見られ、当時巷説として流布していたものである。
歌舞伎では古くは銀平は出のときに碇を担いで花道を出たが、現行では番傘を持って出る。文楽では今でも碇を担いで出ている。また歌舞伎で銀平が着ている長い上着は、厚司という蝦夷地産の衣服をかたどったものである。この銀平に追い払われる相模五郎は、七代目市川團十郎が演じてからは歌舞伎ではご馳走役として幹部級の役者が演じるのが例となっており、原作には無い「魚づくし」のせりふを言いながら引っ込み、そのあと大物浦の安徳帝と局への御注進では白装束の四天に姿を変え、竹本や下座に合わせての勇壮な芝居が見どころとなる。
義経たちを立たせたあと、銀平じつは知盛が「そもそもこれは桓武天皇九代の後胤、平の知盛幽霊なり」と、能『船弁慶』からとった謡で現われる。その姿は「西海にて滅びし平家の悪霊、知盛が怨霊なりと雨風を幸いに、彼らの目をくらません為」白装束の出で立ちであるが、後に義経への奇襲に失敗しそれが死装束となるのである。さらに知盛が戦乱を「潮（うしお）にて水に渇（かっ）せしは、これ餓鬼道」と以下六道に例えて述べるくだりは、仏教思想の影響の強い『平家物語』の影響を感じさせる場面である。

### 椎の木・小金吾討死
三段目は初段「北嵯峨庵室」より逃れた若葉の内侍一行が、平維盛を尋ねるための旅の場面からはじまる。三段目の口「椎の木」は「木の実」ともいう。ただし浄瑠璃の本文には「栃の実」とありじつは「椎の実」ではない。大和下市の茶店で内侍たちはいがみの権太に目をつけられ、ひどい目にあうが、この場でのことがのちの「鮓屋」へのいろいろな伏線となっているのである。 二代目尾上松緑は、この「椎の木」の権太のほうがのちの「鮓屋」の権太よりも難しいと述べている。
三段目の中「小金吾討死」は、歌舞伎の様式美溢れる立回りが人気である。今日の型は殺陣師の坂東八重之助が無声映画『雄呂血』の終末近くの立回りに啓発されて創り直したものといわれている。小金吾が事切れて倒れるところに弥左衛門が通りかかる。歌舞伎では弥左衛門が刀を振り上げて首を切ろうとするところで幕を引き、そこで「エイ」という声とともにツケが入って小金吾の首を切ったことをあらわす。

### 鮓屋
三段目の切。ここに出てくる釣瓶鮓とは熟れ鮨でありそれを製造販売する店で、もっぱら桶売りを行っている。この鮓に使う桶が話の上で深く関わることになる。
いがみの権太は前段「椎の木」を見ると手のつけようが無い悪党だが、この「鮓屋」では最後には家族ともども主筋のために命を捨てる善人となる。「もどり」とよばれる浄瑠璃・歌舞伎の作劇法だが、権太の場合は、父親に刺されたのち本心を吐露し、母親に抱かれながら死んでいくという役柄で、肉親の情愛が強調されるほど、権太の自己犠牲が悲劇性を帯びてくる。本来二枚目役の十五代目市村羽左衛門は、不良の権太を江戸前風に格好よく見せた。一方、二代目實川延若は権太を上方の田舎のごろつきらしく見せ、このふたりが「権太の双璧」といわれた。
しかし実は権太の行動は、原作の浄瑠璃の本文を読む限りにおいては、いきあたりばったりの感が強い。父弥左衛門に刺されたあとの権太の述懐を抜き出すと、以下のようなことを述べている。
「維盛様御夫婦の、路銀にせんと（母親から）盗んだ銀（かね）、重いを証拠に取り違えた鮓桶…」
「…生れ付いて諸勝負に魂奪はれ、けふもあなたを二十両、騙り取ったる荷物の内に、恭しく高位の絵姿、弥助が顔に生きうつし。合点がいかぬと母人へ、銀の無心をおとりに入り込み、忍んで聞けば維盛卿、御身に迫る難儀の段々。此の度性根改めずばいつ親人の御機嫌に、預かる時節も有るまいと打ってかへたる悪事の裏、維盛様の首は有っても、内侍若君のかはりに立てる人もなく、途方にくれし折からに、女房小せんがせがれを連れ、親御の勘当、古主へ忠義、何うろたゆる事が有る、わしと善太をコレかうと、手を廻すればせがれめも、かか様と一所にと倶に廻して縛り縄…」
要するに、権太の行動を整理すると次のようになる。
①権太は、若葉の内侍たちを見かけてこれをよいカモだと思い、因縁をつけ博打で使う金をゆすり取ろうとし、結果二十両を得ることに成功した。しかしいったん取り替えた小金吾の荷物の中に高位の人物の絵姿があり、これが実家にいる下男の弥助に瓜二つなのを不審に思った。
②そこで弥助のことが気にかかり、実家の釣瓶鮓屋に顔を出したが、ついでに母親から三貫目の金を騙し取った（この時点では権太は弥助が維盛であること、まして金をとった内侍たちが維盛の身内だとは知らない）。
③そこへ弥左衛門が帰ってきたので近くの物陰に身を隠したが、このとき弥助が維盛であること、また弥左衛門と維盛の父重盛との関係について知る。さらに身を潜めるうち、若葉の内侍と六代が訪れ、自分が金をゆすり取った相手が維盛の身内だったことも知る。
④そして梶原景時が来るという知らせに維盛たちが落ち延びると、飛び出してそのあとを追いかけた。このとき鮓桶を持ち去ったのは、桶の中の金を維盛夫婦の路銀にしようと思ったのだという。
⑤ところが桶の中身が若い男の生首であることに気付き、これを維盛の身替りにしようと考えた。しかし内侍と六代の身替りにする者がおらず困っていたところ、小せんが善太を連れて自分たちを身替りにするよう願い出たのでそれを承知し、縛って梶原に突き出した。
こうしてみてみると、②で権太が母親から金を騙し取ったのが「維盛様御夫婦の路銀に」などというのはどう見ても後付けである。また⑤においても、小金吾の首と妻子の犠牲が偶然に得られたからこその「身替り」であり、最初から「身替り」など考えてはいなかった。結局権太は③の時点で改心したのであり、改心はしたものの実際には、④で維盛たちの後を追いかけ、とりあえず三貫目の金を渡すことぐらいしか考えていなかったことになる（維盛たちに追いついたあと、ほかにどうするつもりだったかについては触れられていない）。だがこのなりゆきに任せた身替りの計略は、最初から梶原景時に見破られていたのである。頼朝は維盛の命を助けるよう景時に命じ、景時はその意を込めた頼朝の陣羽織が維盛に渡るよう仕向けていた。つまり頼朝や景時の手の上で権太は踊らされていたのであり、そして最後は逆上した父親の手にかかって死ぬ。
『義経千本桜』は3人の浄瑠璃作者の合作によって書かれたが、この三段目の執筆は並木千柳（宗輔）が担当したという。千柳こと宗輔の単独作には、せっかくの犠牲が無駄に終るという展開が見られるが、この『千本桜』の権太においても、そうした宗輔の作意がうかがえるようである。それは所詮田舎の、若いチンピラ風情の哀れさを物語っているともいえよう。ちなみに大阪弁で「やんちゃな子供」を意味する「ゴンタ」は、このいがみの権太に由来する。

### 道行初音旅（吉野山）

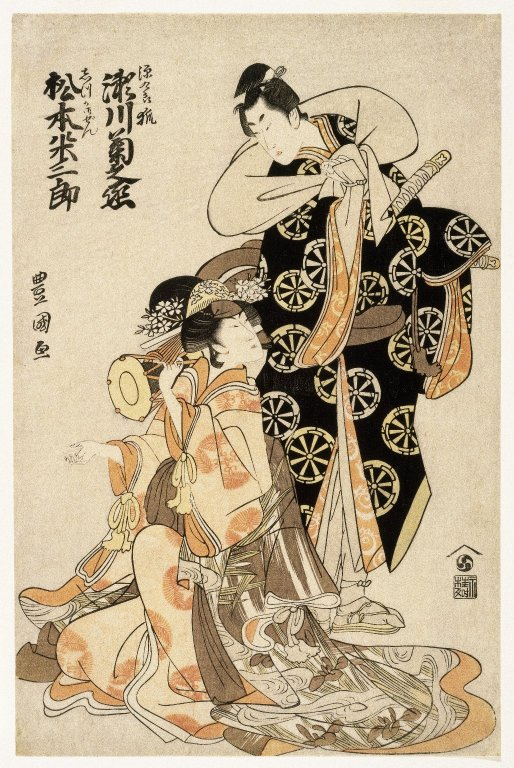
『差実爾初音色鳥』（さしもげにはつねのいろとり）　三代目瀬川菊之丞の源九郎狐と初代松本米三郎のしづか御ぜん。四段目口の道行を富本節で上演したもの。寛政11年（1799年）9月、江戸市村座。初代歌川豊国画。

四段目の口。景事（所作事）。浄瑠璃の本文では四段目の冒頭だが、歌舞伎の通し上演では三段目を飛ばして大物浦の場の後に上演されることが多い。吉野へ向かう静御前と佐藤忠信の旅路を描く。しかしこの「吉野山」については、実は原作の浄瑠璃と現行の文楽・歌舞伎の舞台とのあいだに喰い違いがある。現行の文楽・歌舞伎ではいずれも舞台面は桜花爛漫の吉野山であるが、原作の浄瑠璃の本文を読むと桜は咲いていない。
浄瑠璃の本文には「…見渡せば、四方のこずへもほころびて、梅が枝うたふ歌姫の」とある。「歌姫」とは鶯のことであり、木々の芽がほころび、梅に鶯という景物からしても季節がまだ春の初め、すなわち桜はまだ咲かない時分であることは明らかである。またこの段は通称「吉野山」とはいうが、最後に「み吉野の麓の里にぞ着きにける」とあるのをみてもわかるように、浄瑠璃が語っている場所は「吉野山」ではなく京から吉野山までの道中であり、「宇賀の御魂の御社」（伏見稲荷）や「ほそ野」（京都府相楽郡の祝園〈ほうその〉かといわれる）、芦原峠といった地名があげられている。
江戸の芝居においては、この「道行初音旅」は豊後節系浄瑠璃で上演されるのが例となっており、その浄瑠璃外題もその時々で新しく付けることが多かった。そのなかで安永6年（1777年）6月、江戸森田座で上演された『雪颪桴花籬』（ゆきおろしうつぎのはながき、常磐津）ではその詞章に春の初めであることを示す原作の本文をカットし、桜の花盛りである時期として加筆されている。この四段目口に本来なかった桜が出てくるようになったのは、この時期にまでさかのぼるようである。
また江戸ではこの所作事を原作の内容そのままに演じるのではなく、静と忠信以外の者を登場させるなどの増補をしている。たとえば『日本戯曲全集』所収（文政8年〈1825年〉5月、市村座）の『新曲初音旅』（しんきょくはつねのたび、常磐津）では、最初に静御前のことを噂する百姓たちが出たあと、太郎松とおちょぼという百姓の若い男女が花道から出て踊る。そこに静も出てきて太郎松とおちょぼ、静の3人の所作があり、その次に忠信が静の打つ鼓につられて現われる。そして最後は馬子の六蔵という男が出てきて静を捕らえようとするが、忠信と立回りの末に投げられ幕、となっている。 
ほかにも『歌舞伎オン・ステージ』所収（安政3年〈1856年〉7月、市村座）の『花市荘初音の旅』（はないちざはつねのたび、竹本と常磐津の掛合い）では、幕が開いて最初に静と忠信が本舞台セリ上げから同時に現われ、所作事があって静と忠信が引っ込むと、そのあとは田舎娘と太神楽の男2人の所作事になるという趣向である。なお当項目の画像に掲げた『差実爾初音色鳥』では、静と忠信のほかに三代目市川八百蔵扮する鳥刺し男が出るというものであった。
現行の歌舞伎で「吉野山」に使われている曲は文政5年（1822年）5月、江戸中村座の『幾菊蝶初音道行』（いつもきくちょうはつねのみちゆき、富本）にもとづくものである。初演は富本節であったが、のちに曲を清元節に改めており、さらにこの曲に竹本を入れ掛合いにして上演するのが現在では普通となっている。文楽ではもちろん初演以来義太夫節で上演されており、忠信が合戦の様子を物語る場面では扇を持った静が浄瑠璃の「真っ逆様」というところで、後ろ向きに忠信に向けて扇を投げ、それを忠信が受け取るのが見どころのひとつである。

### 河連法眼館（四ノ切）
四段目の切。「河連法眼館」は動物の肉親への情愛を描くことで、肉親同士が争う人間の非道さが浮き彫りになるという構成が優れている。「四ノ切」とは、本来は「五段構成の義太夫浄瑠璃の四段目の切」のことだが、歌舞伎ではこの「河連法眼館」が特に人気で頻繁に上演されるので、単に「四ノ切」といえば本作のこの場面を指すようになった。ただしこの場の舞台面には現行では桜の花があるが、これも原作の浄瑠璃を読めば桜は咲いていない時期である。後の五段目にもその最初に「山々は。皆白妙に白雪の。梢するどき。気色かな」とある。

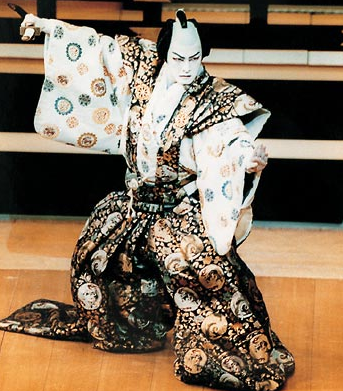
「河連法眼館」　中村獅童の佐藤忠信。駿河次郎と亀井六郎に引っ立てられる場面。

長い五段続の浄瑠璃の中で、本物の佐藤忠信がこの段においてやっと登場する。この忠信は古くは陣羽織の姿であったが、のちに現行のように長裃に大小（刀）となっている。歌舞伎では本物の忠信と源九郎狐を一人二役で演じる。
本物の忠信がまだ疑いありと引っ立てられたあと、静が初音の鼓を打って偽者（源九郎狐）を呼び出すが、このとき竹本の「…かの洛陽に聞こえたる、会稽城門越の鼓、かくやと思ふ春風に、誘はれ来たる佐藤忠信」の浄瑠璃でドロドロと雷序という鳴物と同時に、源九郎狐が館の階段より仕掛けで現われる。古くはこの源九郎狐の登場にもいろいろと工夫が凝らされたようで、舞台上手にいる出語りの竹本の太夫が使う見台のなかから飛び出したり、またはその竹本の三味線の胴から皮を破って現われるという演出があったという。
主役が狐ということもあり、本物の忠信から源九郎狐への早変りや、欄干渡り・宙乗りなどのケレンと呼ばれる派手な演出が客席を湧かせる。歌舞伎は明治時代から昭和にかけて高尚化を目指し、ケレンを廃する演出が志向されたが、この場面はそういった時代にもケレンを多用した人気演目として演じ続けられている。しかしこの「四ノ切」は、本来は源九郎狐の親狐に対する情愛を見せる芝居であり、その内面の表現はケレン以上に突っ込んでやらなければならないと三代目市川猿之助も述べている。
源九郎狐が初音の鼓を持って姿を消したあと、横川の覚範じつは平教経の登場するくだりは、現行の文楽歌舞伎ではカットされることが多い。文楽では上演されることがあっても原作の本文をかなり切り詰めた形となっている。歌舞伎では芝居の大詰は敵味方ともに後日の再会を約し、「まずそれまでは」「さらば」「おさらば」などといって幕となるのが約束なので、現行の歌舞伎でも源九郎狐が鼓を持って消えるところでいったん幕を引き、そのあと「奥庭」の場面となり、正体を明かした教経が中央に、義経や忠信をはじめとする者達がその両側に並びさらばさらばで幕となる。三代目猿之助は通常上演されない原作の五段目の筋を生かし、忠信が吉野山の衆徒と大立回りをする場面を加えている。

## 関連作品
- 『大和名所千本桜』（やまとめいしょせんぼんざくら） - 本作を書き替えた顔見世狂言。文化12年（1815年）11月、江戸河原崎座上演。 四代目鶴屋南北ほか作。
- 『初音の鼓』 - 本作に登場する鼓をモチーフにした落語。
- 『猫の忠信』 - 本作の四段目を元にした上方落語。
- 『浮かれ狐千本桜』 - 新東宝の映画作品（1954年、斎藤寅次郎監督）。
- 『妖狐伝義経千本桜』 - 本作を元にした漫画。堤抄子作。
- 『千本桜』 - ボーカロイド初音ミクを用いて作られた楽曲。歌詞の内容は直接関係しないが、中村獅童によるコラボレーションがなされた。
- 木ノ下歌舞伎『義経千本桜』 - 現代演劇のクリエイターによる、上演時間4時間半の通し上演。監修・補綴：木ノ下裕一、総合演出・演出：多田淳之介（東京デスロック）、演出：白神ももこ（モモンガ・コンプレックス）、杉原邦生（KUNIO）。2012年7月、京都芸術劇場 春秋座、横浜にぎわい座 芸能ホールにて上演[1][2]。
- 木ノ下歌舞伎『義経千本桜 ー渡海屋・大物浦ー』 - 上記通し上演のうち、「渡海屋・大物浦の場」を再創作して上演。監修・補綴：木ノ下裕一、演出：多田淳之介（東京デスロック）。2016年5～6月、愛知県芸術劇場 小ホール・東京芸術劇場 シアターイースト・豊川 ハートフルホールにて上演。2021年2～3月、シアタートラム・穂の国とよはし芸術劇場PLAT アートスペース、2021年6～7月、まつもと市民芸術館 実験劇場・久留米シティプラザ 久留米座にて再演[3][4]。

## 備考
奈良県吉野郡下市町下市は歌舞伎「義経千本桜 三段目 すし屋の段」の舞台として知られており、「秋野川沿いの下市の町なみ」として奈良県景観資産に登録されている。
なお、1953（昭和28）年のNHKテレビ本放送開始時、式典の後に尾上菊五郎劇団により演じられた当演目の「道行初音旅」が放送された。

## ギャラリー

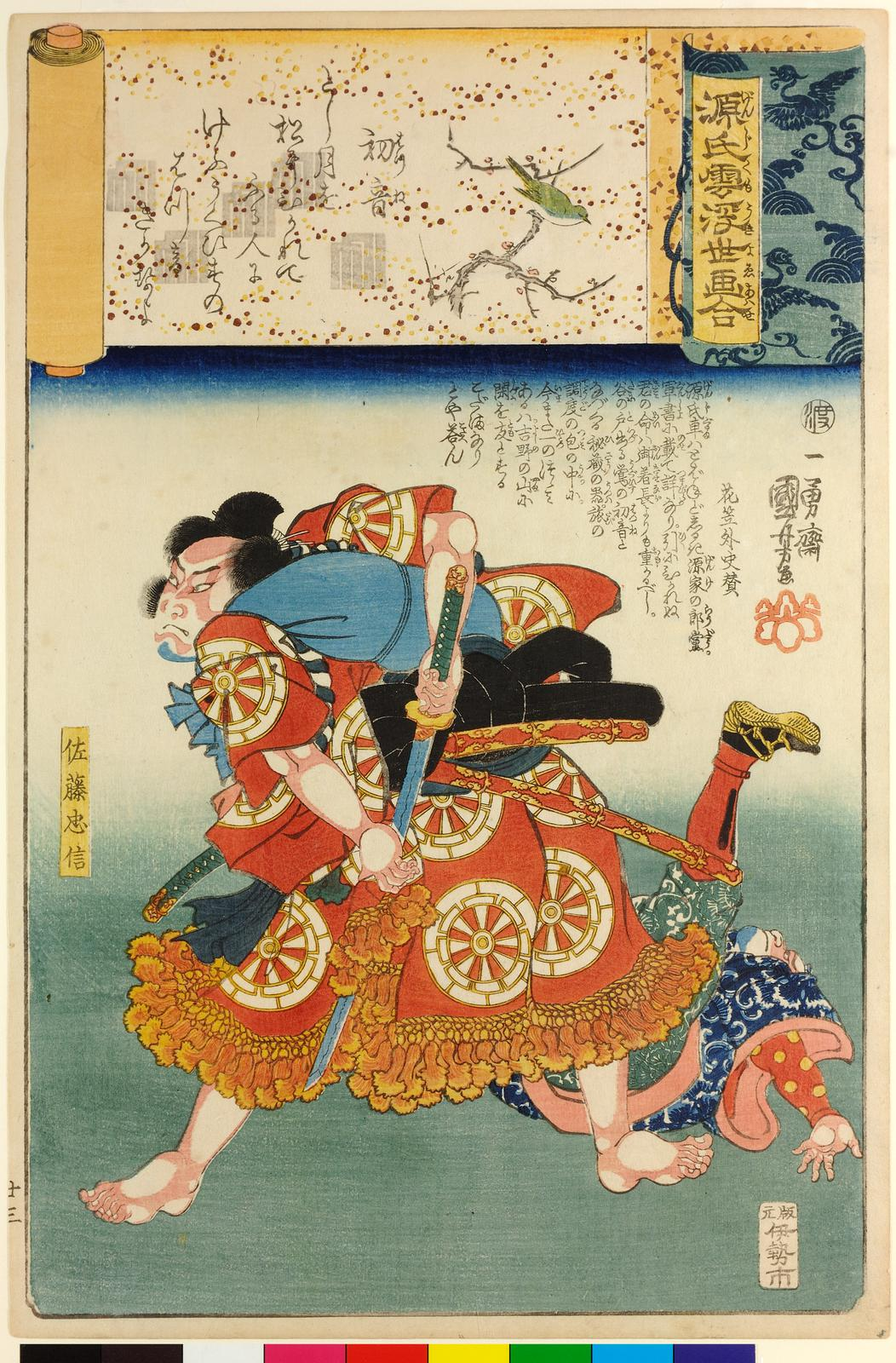
「源氏雲浮世画合」　二段目「伏見稲荷」の佐藤忠信（実は源九郎狐）の姿を描く。国芳画。
「渡海屋・大物浦」　初代中村仲蔵の銀平（実は知盛）。安永6年（1777年）5月、江戸森田座。勝川春章画。
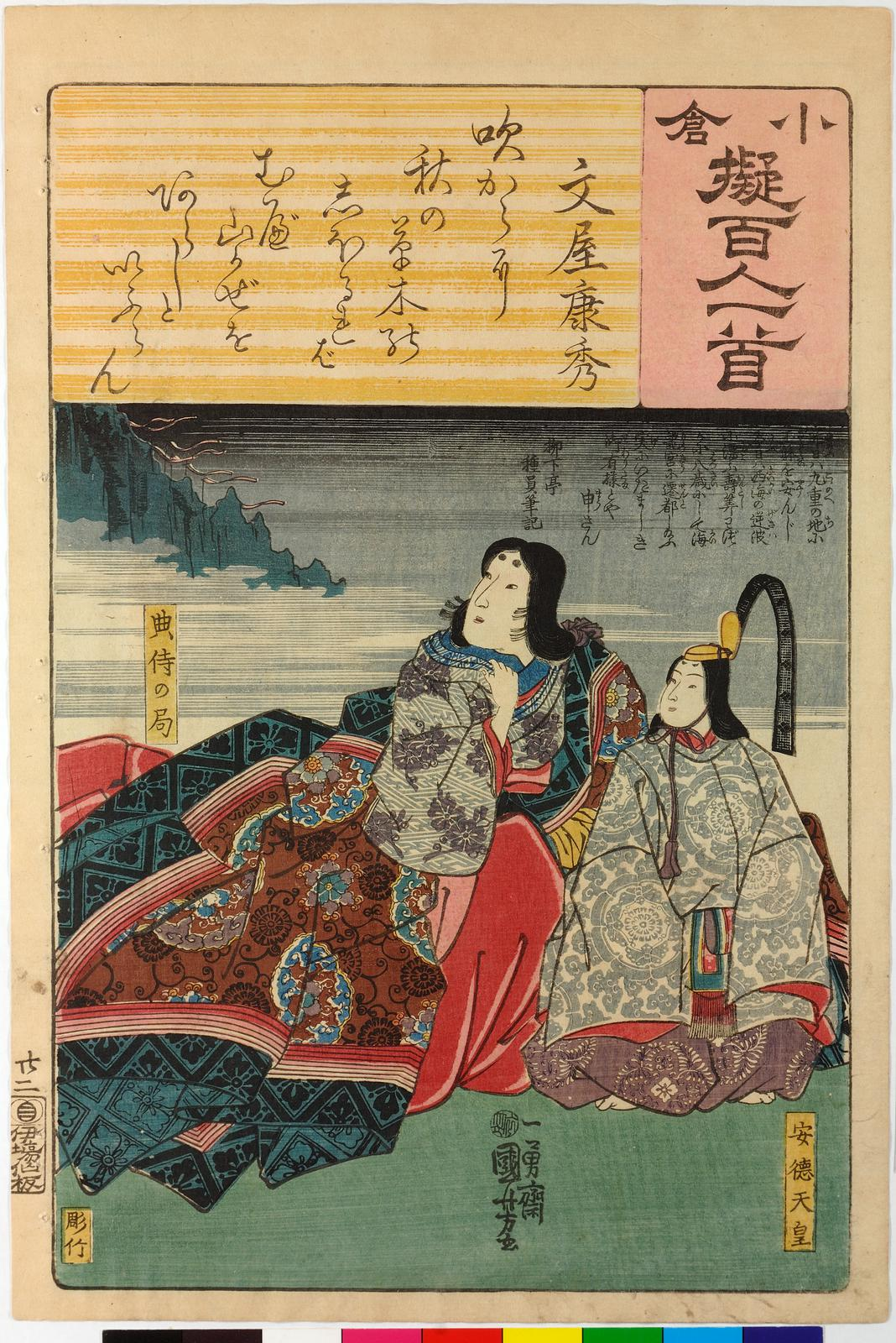
「小倉擬百人一首」　二段目「渡海屋・大物浦」の場面、沖の方をうかがう安徳天皇と典侍の局。広重画。
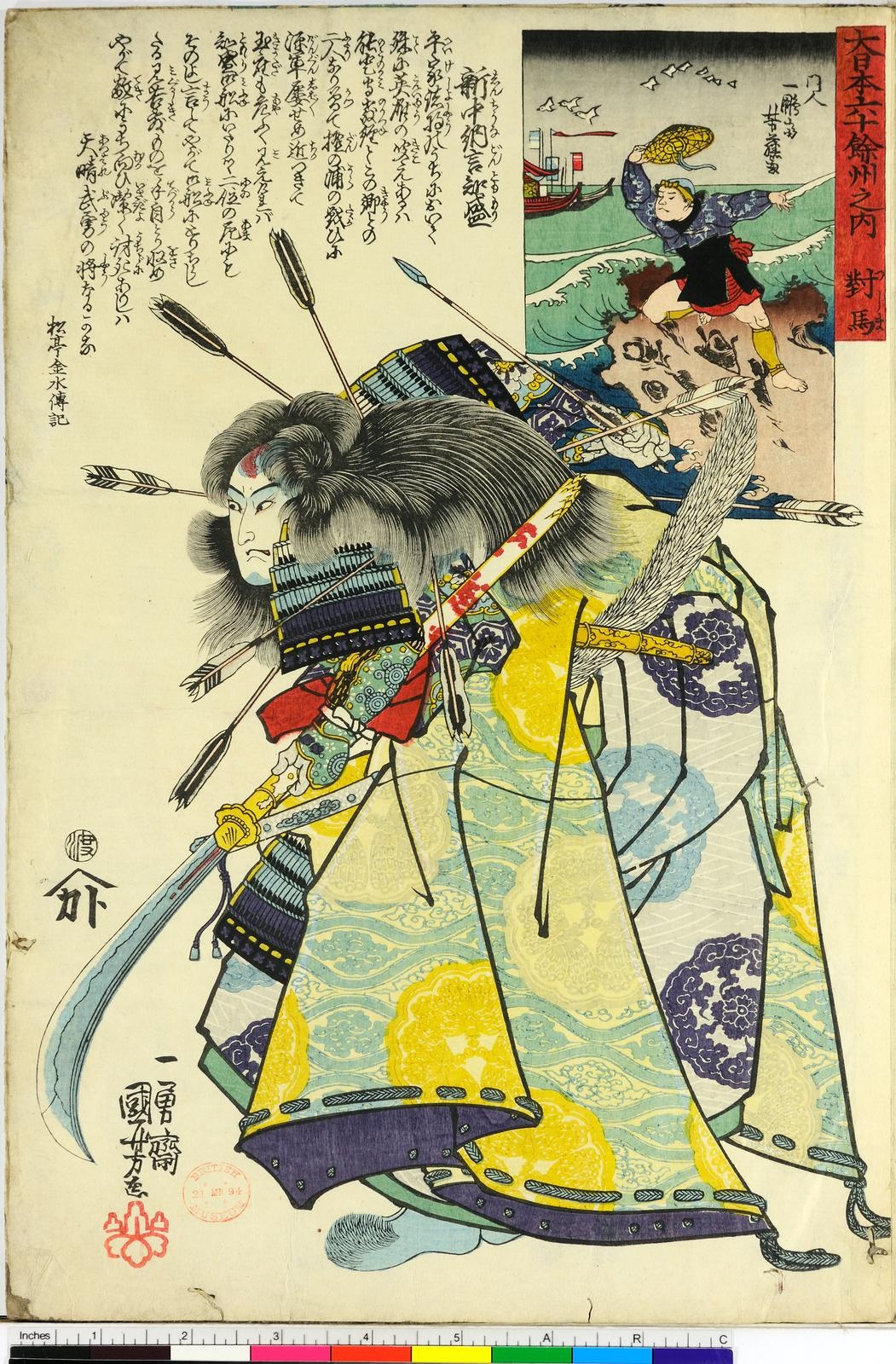
「大日本六十余州之内　対馬」　二段目「渡海屋・大物浦」の場面、手負いの知盛。国芳・歌川芳藤画。
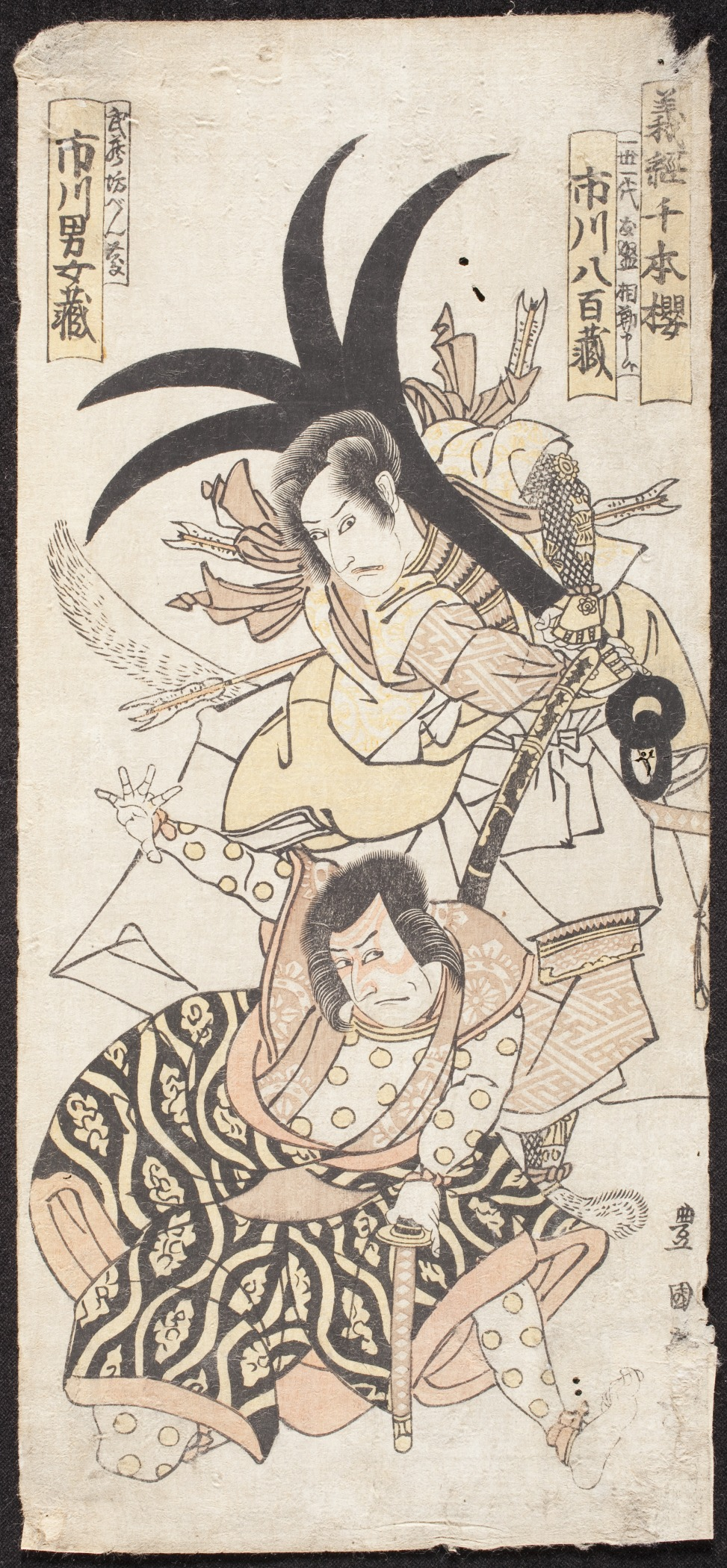
「渡海屋・大物浦」　三代目市川八百蔵の友盛（知盛）、初代市川男女蔵の武蔵坊べん慶。寛政11年（1799年）9月、江戸市村座。初代豊国画。
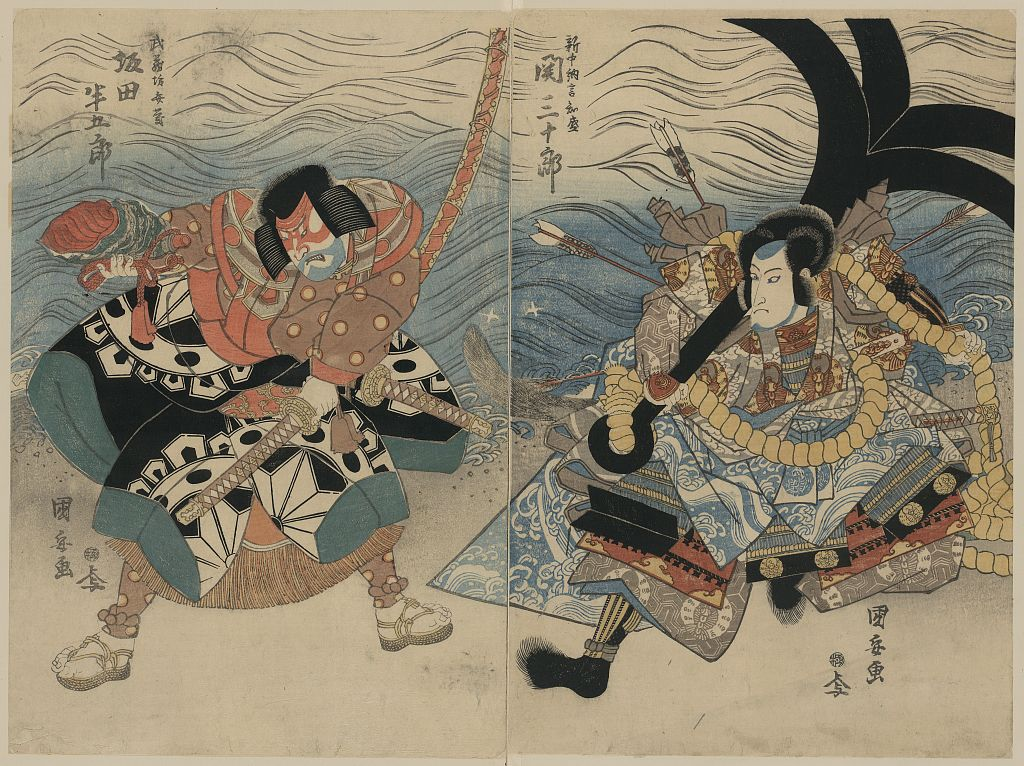
「渡海屋・大物浦」　右から二代目關三十郎の新中納言知盛、四代目坂田半五郎の武蔵坊弁慶。文政8年（1825年）5月、市村座。歌川国安画。
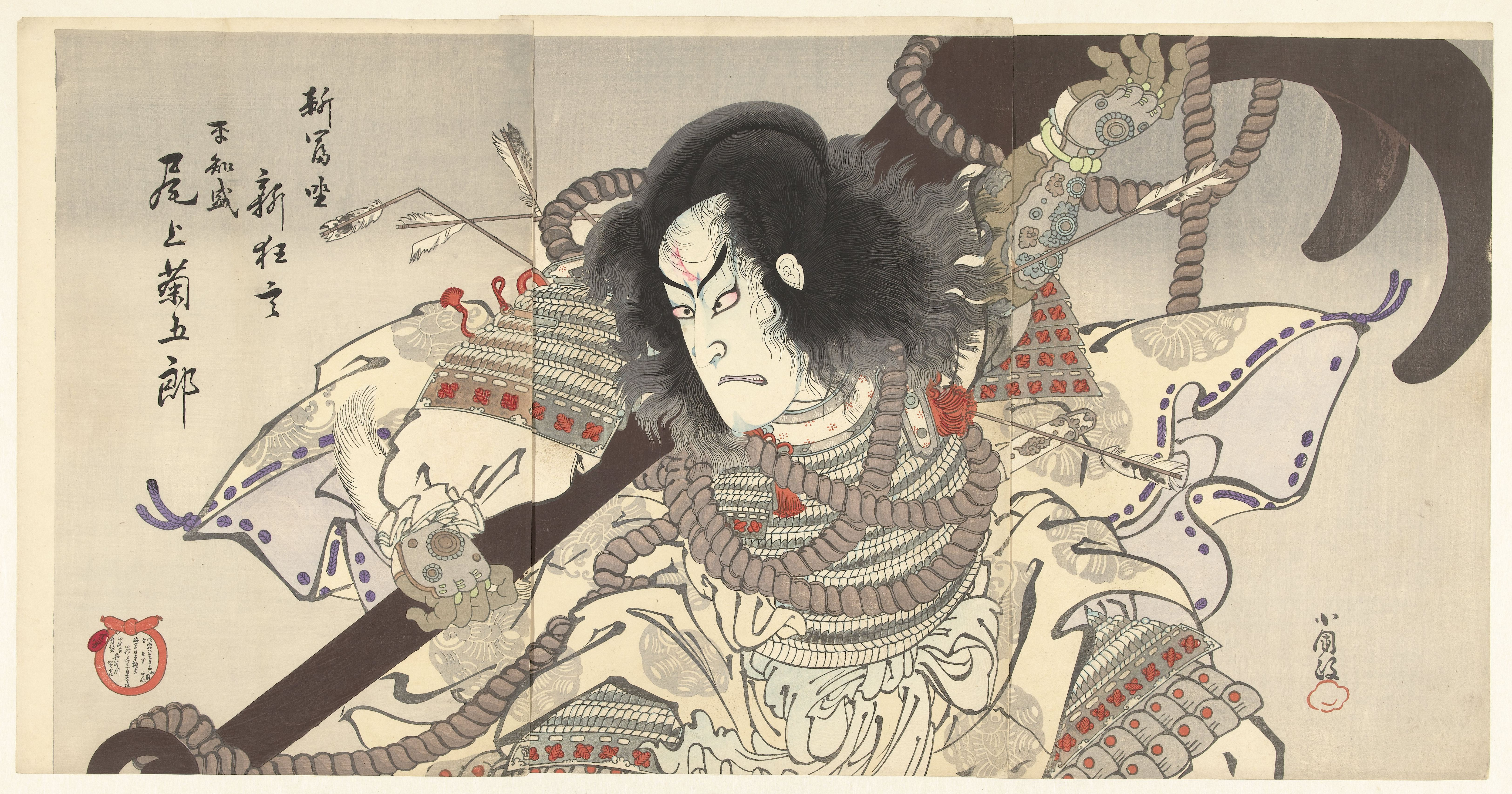
「渡海屋・大物浦」　五代目尾上菊五郎の平知盛。明治28年（1895年）10月、東京新富座。小国政画。
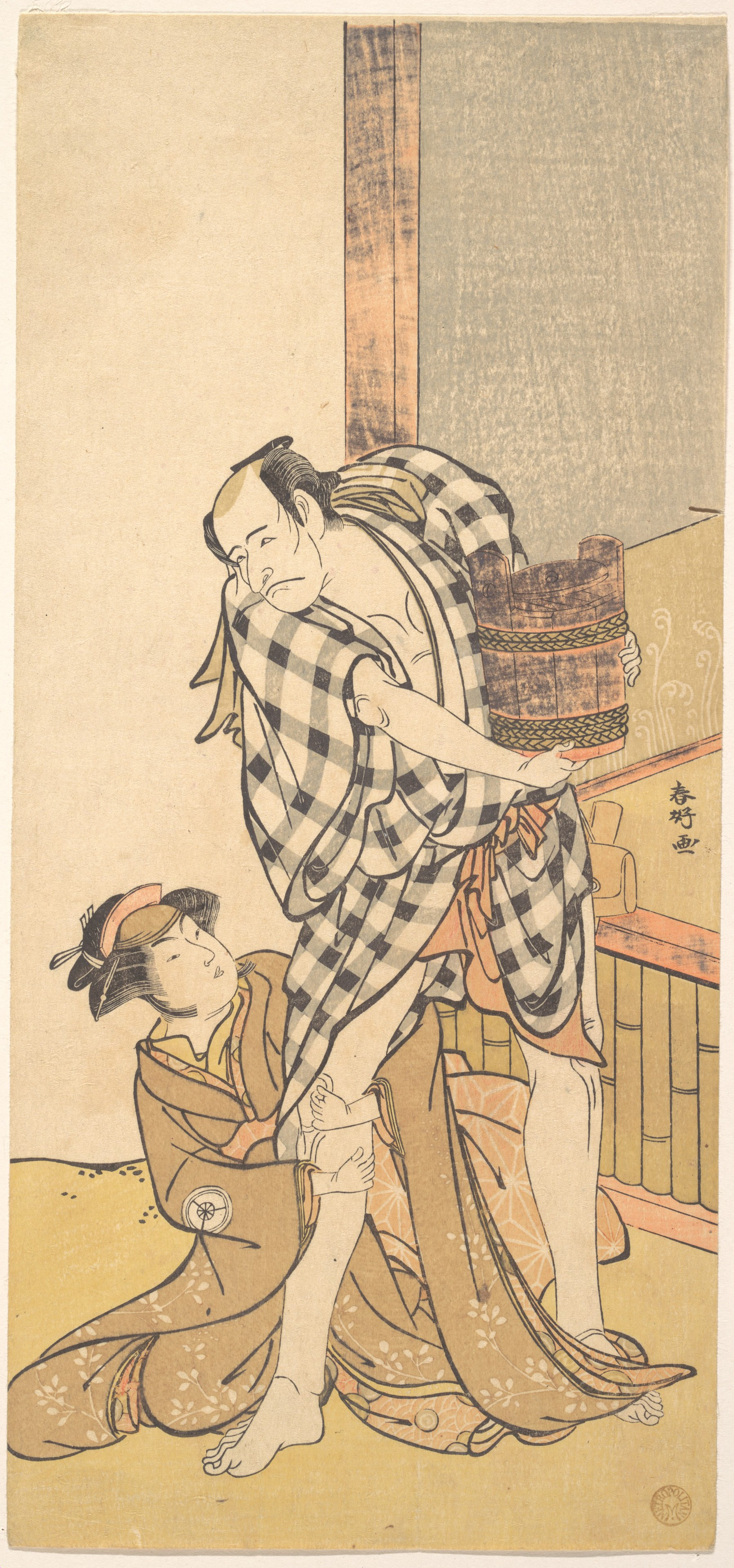
「鮓屋」　五代目市川團十郎の権太、四代目岩井半四郎のおさと。天明4年（1784年）7月、江戸中村座。勝川春好画。
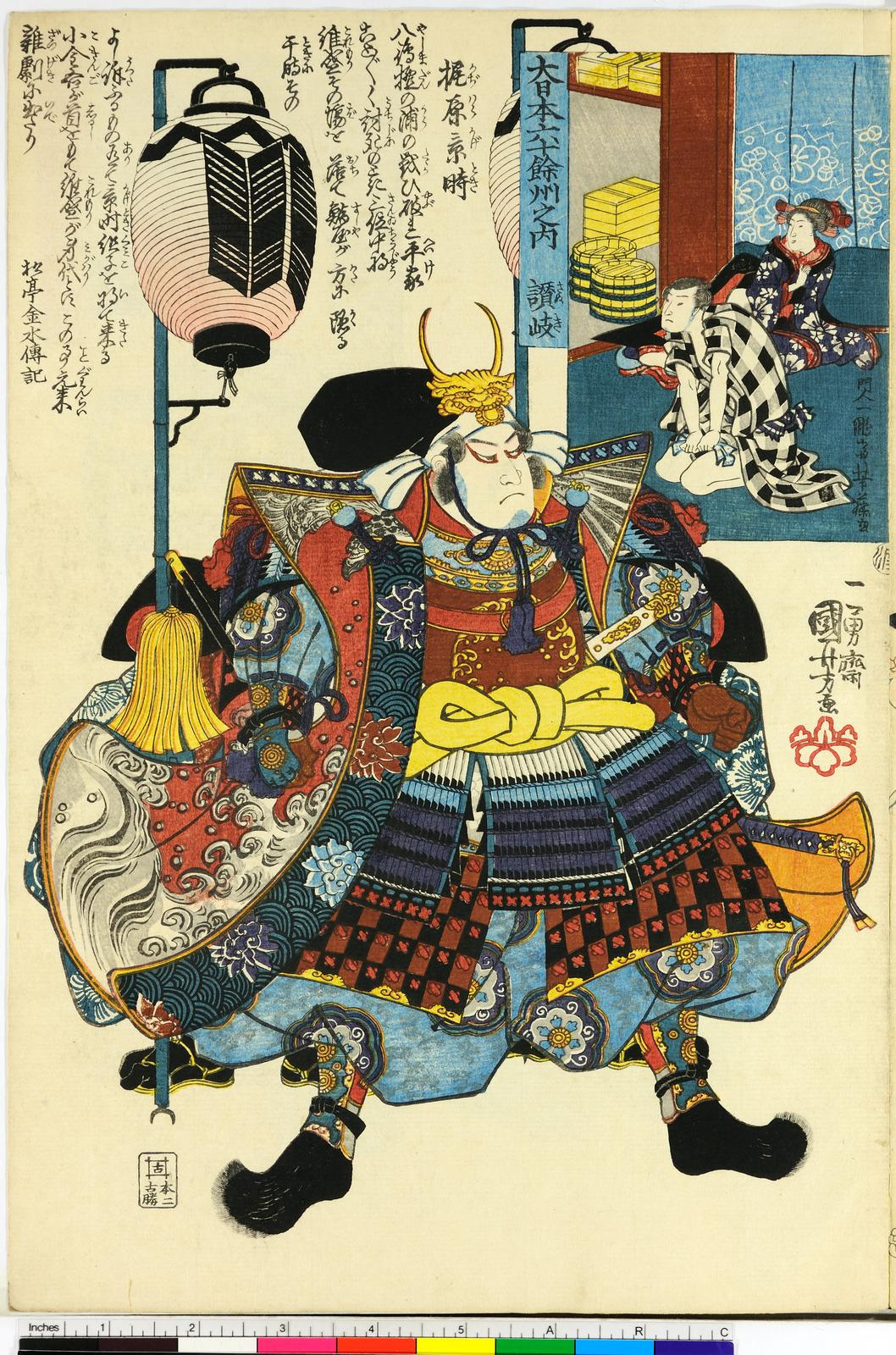
「大日本六十余州之内　讃岐」　三段目「鮓屋」の場面。画面中央に梶原景時、右上のコマ絵に権太とお里を描く。国芳・芳藤画。
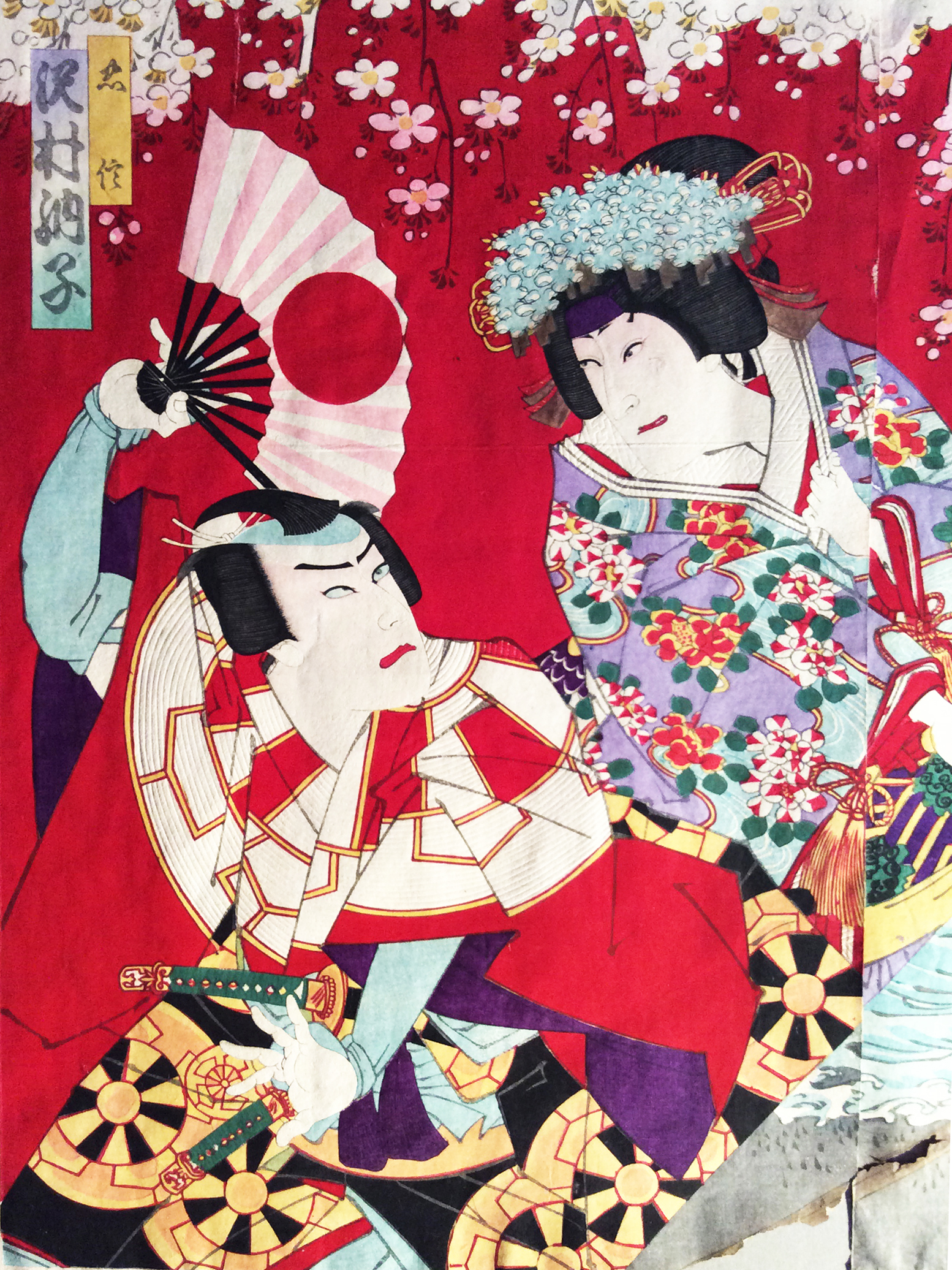
「吉野山」　七代目沢村訥子の忠信、四代目澤村田之助のしづか。明治20年11月、東京吾妻座。但しこのとき実際に静御前を演じたのは尾上新七であった。大判錦絵3枚続の内。豊原国周画。
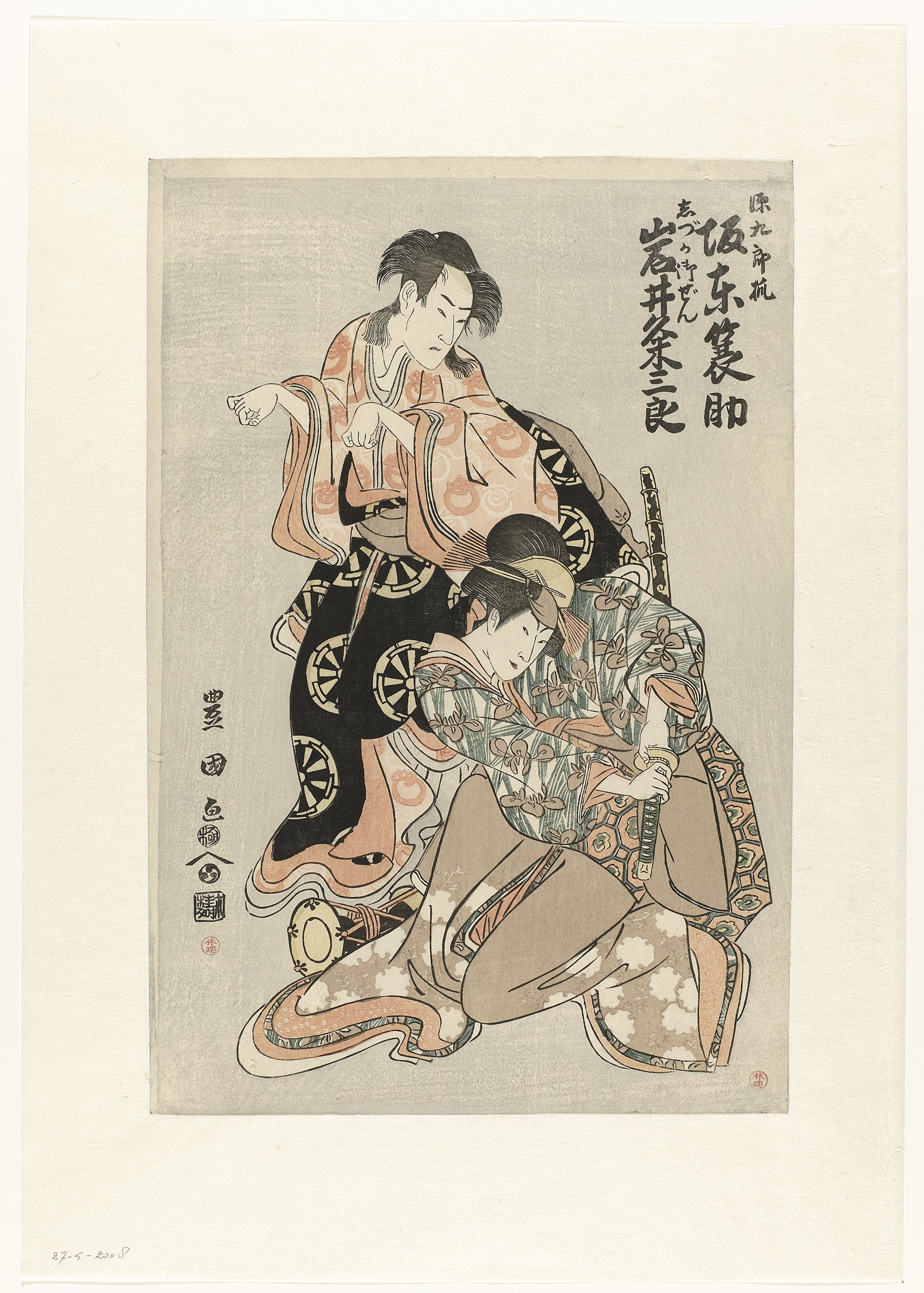
「河連法眼館」　初代坂東蓑助の源九郎狐、初代岩井粂三郎のしづか御ぜん。寛政10年2月、中村座。初代豊国画。
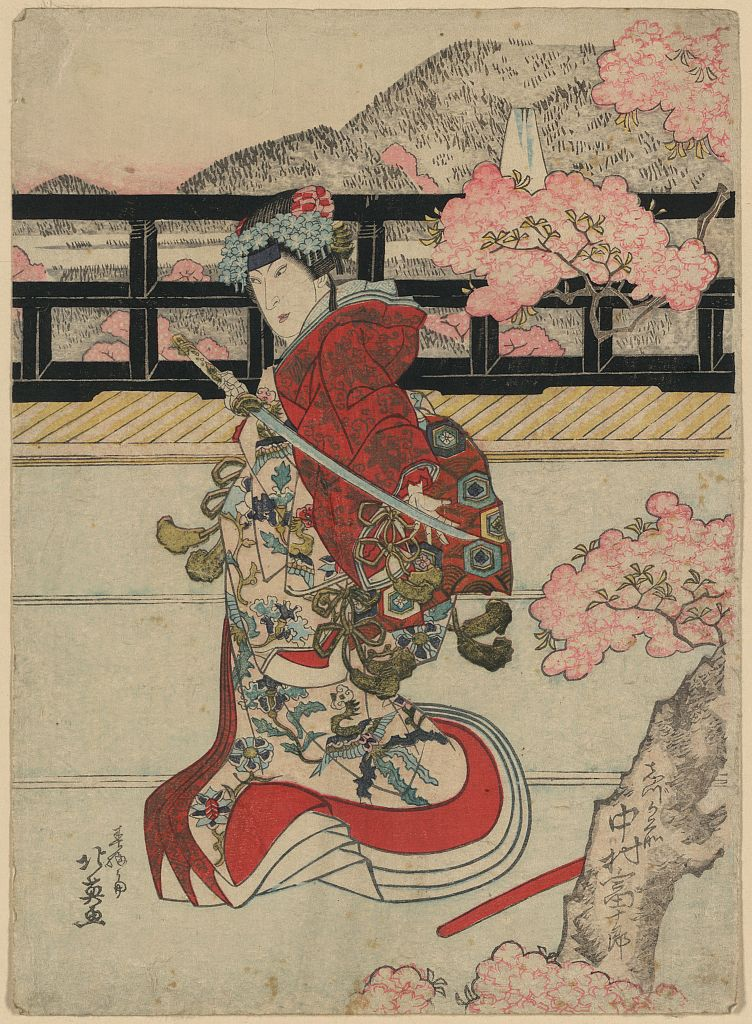
「河連法眼館」　二代目中村富十郎のしづか前。天保6年（1835年）5月、大坂中の芝居。春梅斎北英画。
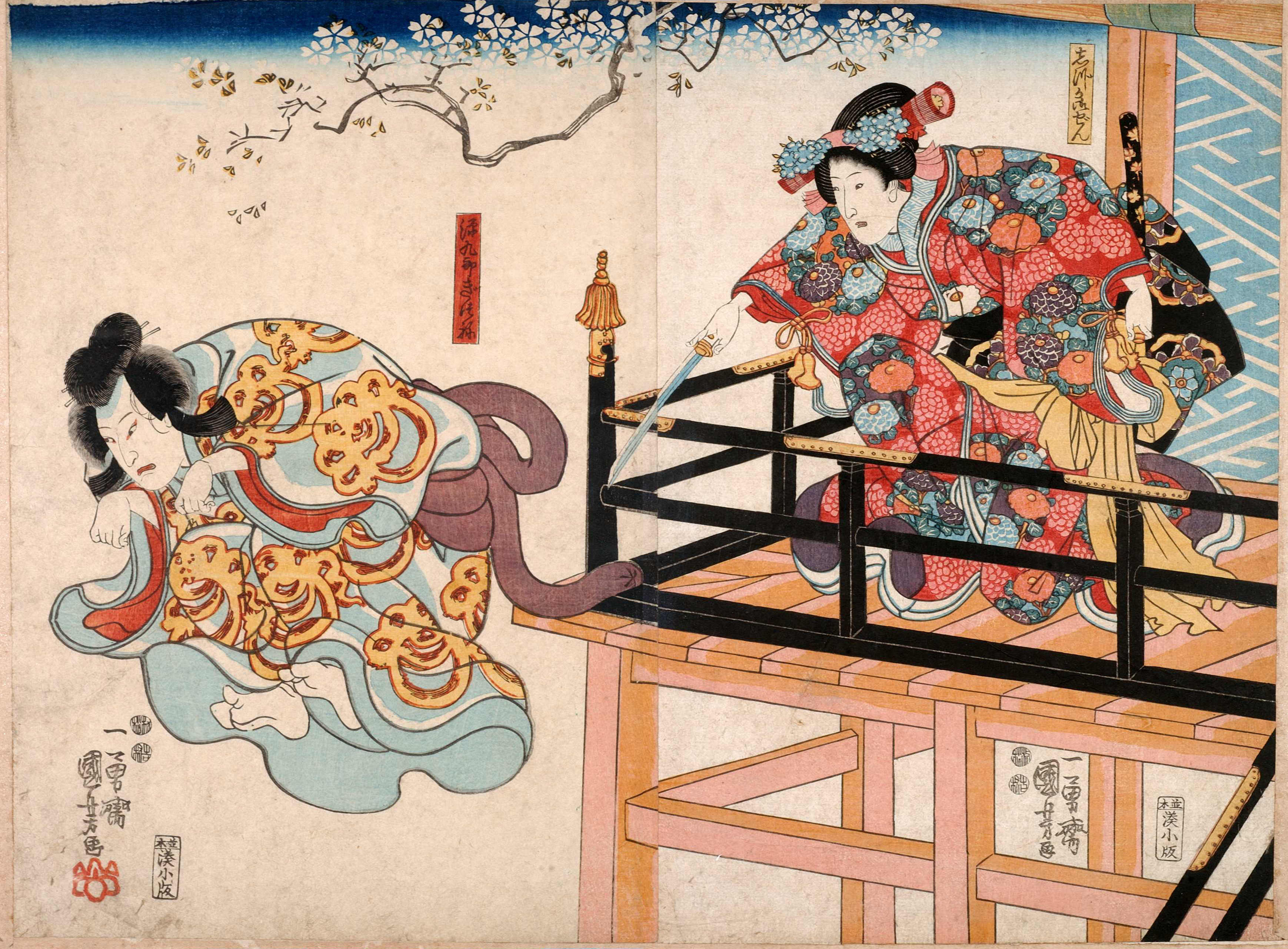
「河連法眼館」　左から四代目中村歌右衛門の源九郎ぎつね、四代目尾上梅幸のしづか御ぜん。弘化4年（1847年）9月、江戸河原崎座。国芳画。
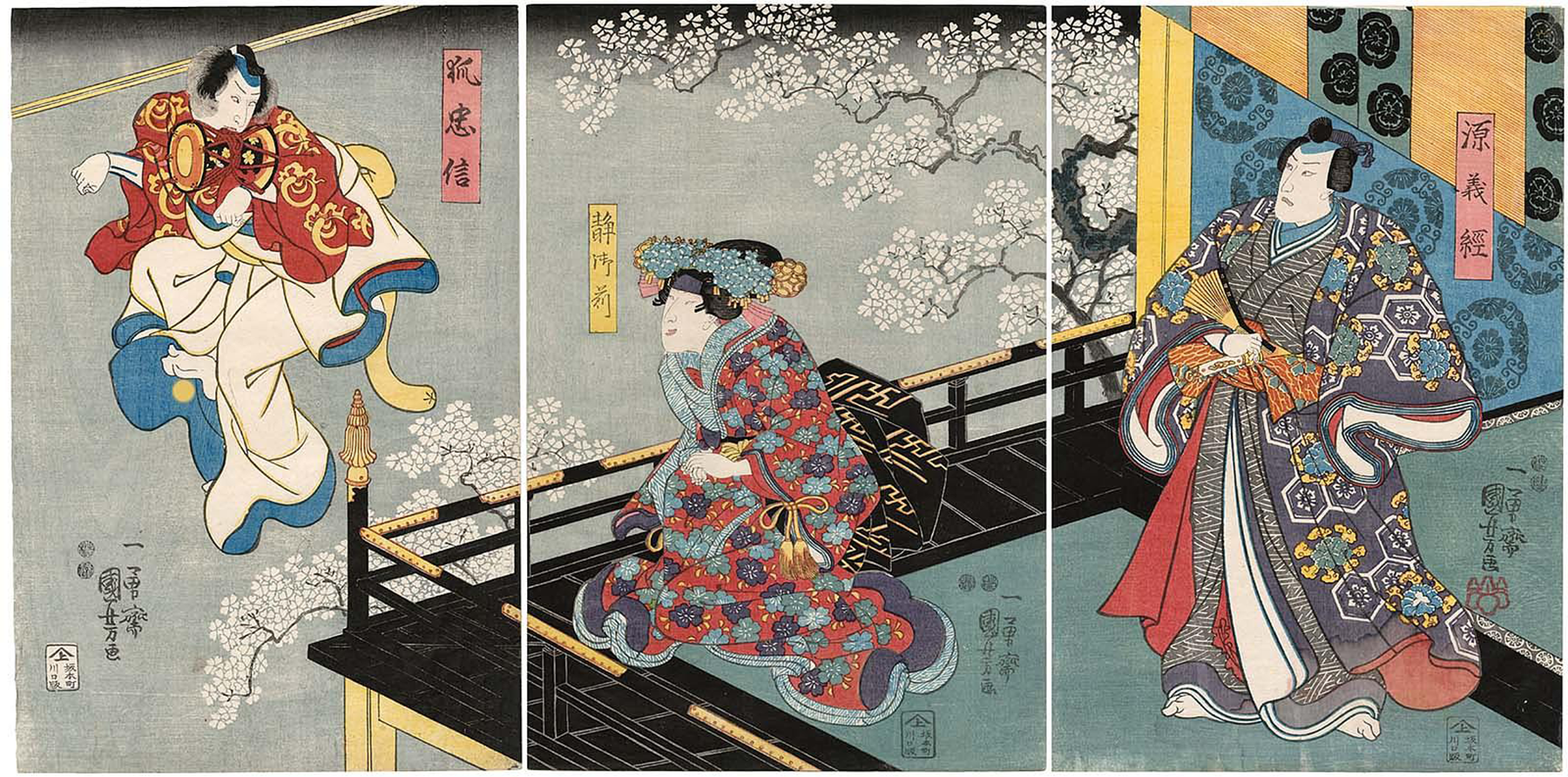
「河連法眼館」　左から四代目市川小團次の狐忠信、初代坂東しうかの静御前、八代目市川團十郎の源義経。弘化5年3月、市村座。国芳画。
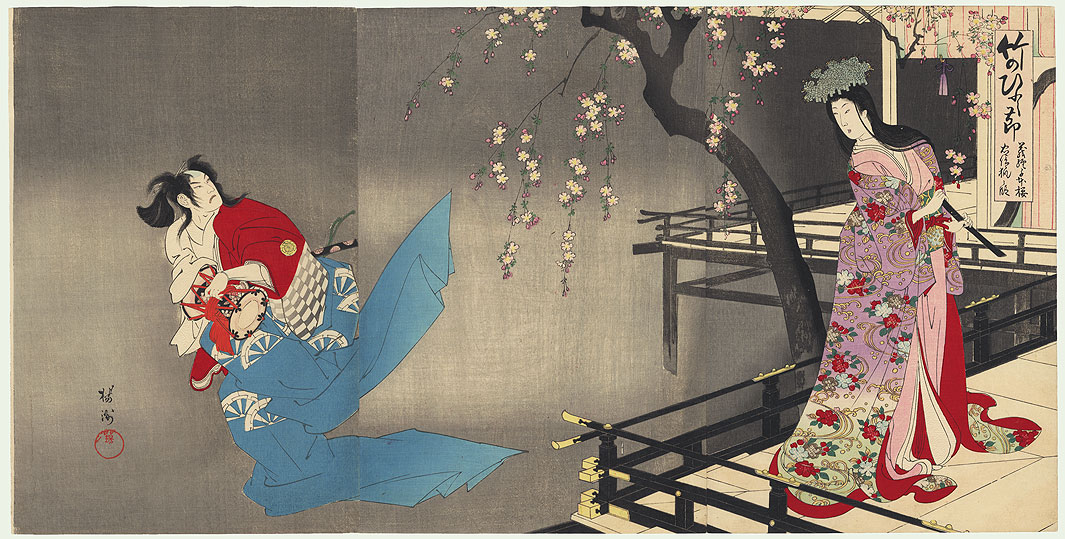
「竹のひと節　義経千本桜／忠信狐之段」　四段目「河連法眼館」の場面。楊洲周延画。